# سیاره
سَیاره یا به پهلوی اپاختر یک جرم آسمانی است که در حرکتی مداری به دور یک ستاره یا بقایای ستاره‌ای می‌گردد؛ جرم آن به اندازه‌ای است که تحت تأثیر نیروی گرانش خود گِرد شود؛ اما جرم آن بقدری زیاد نیست که سبب همجوشی هسته‌ای شود و طبق نظر اتحادیهٔ بین‌المللی اخترشناسی اما نه همهٔ دانشمندان سیاره‌شناس همسایگی خود را از سیارک‌ها پاکسازی کرده‌باشد.
سیاره واژه‌ای کهن است به معنی جنبنده یا در گردش که با تاریخ، اختربینی، علم، افسانه‌شناسی و دین گره خورده‌است. به جز زمین، پنج سیاره در منظومهٔ خورشیدی اغلب با چشم غیرمسلح قابل دیدن هستند. این سیارات در بسیاری از فرهنگ‌های کهن، به عنوان موجودیت‌هایی خدایی یا فرستادگان خدایان پنداشته می‌شدند. با پیشرفت دانش علمی، درک انسان از سیارات تغییر کرد و تعداد بیشتری از اجسام دوردست را شامل شد. در سال ۲۰۰۶ اتحادیهٔ بین‌المللی اخترشناسی تعریف توافق‌شده‌ای برای سیاره‌های درون منظومهٔ خورشیدی اعلام نمود که کمی بحث‌برانگیز است زیرا بسیاری از اجسام با جرمی در حد سیاره را بر پایهٔ داشتن یا نداشتن حرکت مداری، شامل نمی‌شود. اگر چه هشت تا از سیارات که پیش از سال ۱۹۵۰ کشف شده‌اند، همچنان در این تعریف نو نیز سیاره محسوب می‌شوند، برخی از اجرام آسمانی همچون سرس، پالاس، جونو و وستا (اجسامی در کمربند سیارک خورشیدی) و پلوتون (نخستین جسم فرا نپتونی کشف‌شده) که زمانی توسط جامعهٔ علمی به عنوان سیاره شناخته می‌شدند؛ در تعریف کنونی دیگر سیاره محسوب نمی‌شوند.
بطلمیوس گمان می‌کرد که سیارات در حرکت‌هایی در فلک‌های حامل و تدویر به دور زمین می‌گردند. اگرچه ایده گردش سیارات به دور خورشید بارها پیشنهاد شده‌بود، اما تا سدهٔ هفدهم طول کشید تا این نظریه توسط مشاهدات نجومی تلسکوپی انجام‌شده توسط گالیلئو گالیله تأیید شود. تقریباً در همان دوران، یوهانس کپلر با بررسی دقیق داده‌های پیشاتلسکوپی جمع‌آوری‌شده توسط تیکو براهه، دریافت که مدار سیارات دایره‌ای نیستند، بلکه بیضوی هستند. با پیشرفت ابزارهای رصد، ستاره‌شناسان مشاهده نمودند که دیگر سیارات نیز مانند زمین دور محورهای مایلی می‌چرخند و برخی دارای ویژگی‌های مشترکی همچون کلاهک‌های یخی و فصول مختلف هستند. از زمان برآمدن عصر فضا، مشاهدات نزدیک توسط کاوشگرهای فضایی نشان داده‌است که زمین و سیارات دیگر در ویژگی‌هایی همچون آتشفشان‌ها، توفندها، زمین‌ساخت‌ها و حتی هیدرولوژی، مشترک هستند.
سیارات منظومهٔ شمسی به دو دسته کلی تقسیم می‌شوند: سیاره‌های غول‌پیکر کم‌چگالی و سیاره‌های کوچک‌تر زمین‌سان سنگی. بنا بر تعاریف اتحادیه بین‌المللی اخترشناسی، هشت سیاره در منظومه شمسی وجود دارند. به ترتیب افزایش فاصله از خورشید، چهار سیارهٔ سنگی عطارد، زهره، زمین و مریخ قرارگرفته‌اند و پس از آن‌ها چهار غول گازی مشتری، زحل، اورانوس و نپتون قرار گرفته‌اند. شش سیاره از این هشت سیاره، یک یا چند قمر طبیعی دارند که به دور آن‌ها می‌گردند.
چندین هزار سیاره در اطراف ستارگان (سیارات برون‌خورشیدی یا برون‌سیاره‌ها) دیگر در کهکشان راه شیری کشف شده‌اند: تا تاریخ یکم ژوئیهٔ ۲۰۲۱، ۴٬۷۷۷ سیارهٔ برون‌خورشیدی در ۳۵۳۴ سامانهٔ سیاره‌ای (که ۷۸۵ تا از آن‌ها سامانه‌های چندسیاره‌ای هستند) کشف شده که اندازه‌های آن‌ها از سیاراتی در اندازهٔ کمی بزرگ‌تر از ماه تا غول‌های گازی با بزرگی دوبرابر مشتری متغیر است. از میان آن‌ها بیش از ۱۰۰ سیاره هم‌اندازهٔ زمین هستند که فاصلهٔ ۹ تای آن‌ها از ستاره‌هایشان به اندازهٔ فاصلهٔ زمین از خورشید، یعنی در محدودهٔ کمربند حیات است. در ۲۰ دسامبر ۲۰۱۱ تیم تلسکوپ فضایی کپلر، کشف نخستین سیاره‌های زمین‌سان برون‌خورشیدی را گزارش داد: کپلر-۲۰ای
و کپلر-۲۰اف
که به دور ستاره خورشیدسان کپلر-۲۰ می‌گردند.
مطالعه‌ای در سال ۲۰۱۲، با بررسی داده‌های ریزهمگرایی گرانشی تخمین زد که به ازای هر ستاره در کهکشان راه شیری حداقل ۱٫۶ سیاره وجود دارند.
گمان می‌رود که یکی از هر پنج ستاره خورشیدسان
، یک سیاره هم‌اندازه زمین
در ناحیه قابل سکونت
خود دارد.

## واژه‌شناسی
سیاره در زبان انگلیسی Planet خوانده می‌شود که برگرفته از واژهٔ ἀστὴρ πλανήτης (اَستِر پِلانِتِس) در یونان باستان می‌باشد. ریشهٔ واژهٔ ἀστὴρ(اَستِر) برابر واژهٔ «ستاره» در فارسی است و هر دو واژهٔ ایرانی و یونانی برگرفته از واژهٔ h₂stḗr* در زبان نیا-هندواروپایی هستند. واژهٔ πλανήτης(پِلانِتِس) نیز به معنی «گردان» است و در نتیجه ἀστὴρ πλανήτης به معنی ستارهٔ گردان می‌باشد.
واژهٔ سیاره نیز واژه‌ای با ریشهٔ عربی و به معنی «راه‌پیما» می‌باشد که توسط ستاره‌شناسان ایرانی سدهٔ نخستین به‌کارگرفته شد و به نظر می‌رسد که ترجمه‌ای برای واژهٔ πλανήτης(پِلانِتِس) یونانی باشد. در واژه‌نامه‌های آنندراج، برهان قاطع و جهانگیری، از واژهٔ کهن «هرپاسب» نیز به معنی سیاره یاد شده‌است.
همچنین در متون زرتشتی کهن از واژهٔ «اَباختَر» نیز برای اشاره به سیاره‌ها استفاده شده‌است.

## تاریخچه

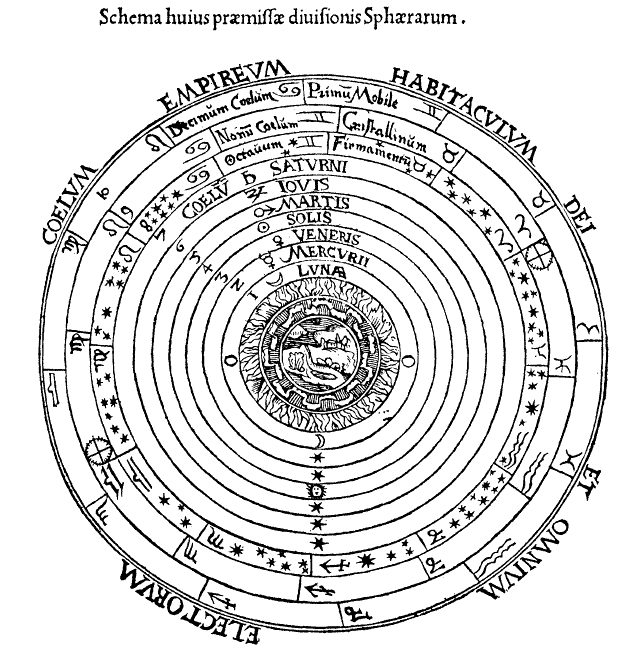
نسخه چاپی یک مدل کیهان‌شناسی زمین مرکزی از «کیهان‌نگاری» ، انتورپ، ۱۵۳۹

ایده سیارات در طول تاریخ تکامل یافته‌است، از ستارگان گردان الهی در عهد باستان تا اجسام زمین‌وار عصر دانش. مفهوم آن گسترش یافته تا دنیاهایی نه تنها در منظومه خورشیدی بلکه در صدها منظومه فراخورشیدی دیگر را نیز دربرگیرد. ابهامات نهفته در تعریف سیاره، بحث‌های علمی بسیاری را برانگیخته است.
پنج سیاره سنتی منظومه شمسی که قابل دیدن با چشم غیر مسلح هستند؛ از دوران باستان شناخته‌شده بودند و تأثیرات مهمی بر افسانه‌شناسی، کیهان‌شناسی دینی و اخترشناسی باستانی گذارده‌اند. در دوران باستان اخترشناسان متوجه شدند که بر خلاف ستارگان ثابت که موقعیت نسبی ثابتی در آسمان دارند؛ برخی از نورها در پهنه آسمان حرکت می‌کنند. یونانیان باستان این نورها را «ستاره گردان» (به یونانی: πλάνητες ἀστέρες(پِلانِتِس اَستِرِس)) یا به اختصار «گردان‌ها» (به یونانی: πλανῆται(پِلانِتای)) نام نهادند
که واژه معادل انگلیسی سیاره، یعنی Planet، از آن مشتق شده‌است.
در یونان باستان، چین باستان، بابل و در واقع همه تمدن‌های پیشانوین،
این باور مورد پذیرش عمومی قرارگرفته بود که زمین مرکز جهان است و همه سیارات به دور زمین می‌گردند. دلیل این برداشت آن بود که مشاهده می‌شد ستارگان هر روز یکبار به دور زمین می‌چرخیدند
و ظاهراً درک عمومی بر آن بوده‌است که زمین ثابت و پایدار است و همواره در سکون می‌ماند.

### تمدن بابل
نخستین تمدن شناخته‌شده‌ای که نظریه‌ای کاربردی در مورد سیارات داشتند، بابلی‌ها بودند که در هزاره‌های نخست و دوم قبل از میلاد در منطقه میان‌رودان (بین‌النهرین) زندگی می‌کردند. کهن‌ترین متن اخترشناسی سیاره‌ای برجای مانده، لوحی بابلی به نام لوح زهره امی‌صدوقا است؛ رونوشتی مربوط به سده هفتم پیش از میلاد از لیست مشاهدات حرکات سیاره زهره است که احتمالاً تاریخ آن به هزاره دوم پیش از میلاد می‌رسد.
مول.اپین یک جفت لوح به خط میخی مربوط به سده هفتم پیش از میلاد است که حرکات خورشید، ماه و سیارات را در طول سال ترسیم می‌کند.
اختربینهای بابلی چیزی را بنیان‌گذاری کردند که بعدها به اختربینی غربی منتهی شد.
انوما انو انلیل که در دوره امپراتوری آشوری نو در سده هفتم پیش از میلاد
نوشته شده‌است شامل لیستی از طالع‌ها و روابط آن‌ها با پدیده‌های آسمانی مانند حرکت سیارات است.
زهره (ناهید)، عطارد (تیر) و سیاره‌های دورتر مریخ (بهرام)، مشتری (برجیس) و زحل (کیوان) توسط اخترشناسان بابلی شناخته‌شده بودند. این سیاره‌ها تا پیش از اختراع تلسکوپ در اوایل دوران مدرن تنها سیاره‌های شناخته‌شده بودند.

### اخترشناسی یونانی-رومی
| ۱ ماه | ۲ تیر | ۳ زهره | ۴ خورشید | ۵ بهرام | ۶ مشتری | ۷ کیوان |

یونانیان باستان در ابتدا به اندازه بابلیان به سیاره‌ها توجه ویژه‌ای نداشتند. فیثاغوری‌ها در سده ششم و پنجم پیش از میلاد نظریهٔ سیاره‌ای مستقل خود را ارائه داده بودند، که متشکل از زمین، خورشید، ماه و سیاراتی بود که به دور یک آتش مرکزی واقع در مرکز جهان در گردش هستند. گفته می‌شود که فیثاغورث یا پارمنیدس از نخستین افرادی بودند که فهمیدند ستارهٔ عصر(هسپروس) و ستارهٔ صبح(فسفروس) یکی هستند(آفرودیته که متناظری یونانی برای ونوس رومی است).
در سده سوم پیش از میلاد، آریستارخوس ساموسی یک سامانه خورشید مرکزی پیشنهاد نمود که مطابق آن، زمین و سایر سیارات به دور خورشید می‌گشتند. نظریه زمین مرکزی تا قبل از انقلاب علمی، نظریه پیشتاز بود.
در سده نخست پیش از میلاد، در دوران هلنیستی، یونانی‌ها شروع به ابداع مدل‌های ریاضی خود برای پیش‌بینی موقعیت سیارات نمودند. بر خلاف بابلی‌ها که بر روش‌های محاسباتی متکی بودند، این مدل‌ها بیشتر هندسی بودند و در نهایت نظریات بابلی‌ها را در سایه جامعیت و پیچیدگی خود قرار دادند. این نظریات در سده دوم عصر حاضر کتب المجسطی نوشته بطلمیوس به اوج می‌رسد. مدل بطلمیوس آنقدر کامل بود که جایگزین تمام نظریات پیشین شد و به مدت ۱۳ سده به عنوان متن مرجع جامع اخترشناسی در دنیای غرب باقی ماند.
برای یونانی‌ها و رومی‌ها هفت سیاره شناخته‌شده وجود داشت که همگی بر اساس قوانین پیچیده‌ای که بطلمیوس مطرح کرده بود، به دور زمین می‌چرخیدند. این سیارات به ترتیب فاصله از زمین (به ترتیب بطلمیوسی اما با نامهای امروزی) عبارتند از: ماه، تیر، زهره، خورشید، بهرام، مشتری و کیوان.
سیسرون در کتاب «درباره طبیعت خدایان»، سیاره‌های شناخته‌شده در سده نخست پیش از میلاد را با نامهایی که در آن زمان داشتند، برمی‌شمرد:
اما بیشترین حیرت در حرکتهای پنج ستاره است که به اشتباه سرگردان خوانده می‌شوند؛ به اشتباه، زیرا هیچ چیزی نیست که سرگردان باشد و در سراسر ابدیت، دوره‌های پس‌رو و پیش‌رو و سایر حرکاتش را ثابت و بدون تغییر نگه دارد. … مثلاً ستاره‌ای که دورترین از زمین است و با نام ستاره ساترن شناخته می‌شود و یونانی‌ها آن را Φαίνων (فاینون) نامیده بودند، دوره‌اش را در طول ۳۰ سال تکمیل می‌کند و با وجود اینکه در طول این دوره حرکاتی شگفت‌انگیز می‌کند، مثلاً نخست از خورشید پیشی می‌گیرد و سپس سرعت آن کاهش می‌یابد، در شب ناپدید می‌شود و در روز باز پدیدار می‌شود، اما هرگز در خلال سالهای بی‌پایان زمان تغییری نمی‌کند و همان حرکتها را در همان زمانها تکرار می‌کند. زیر آن و نزدیکتر به زمین، سیاره ژوپیتر حرکت می‌کند که در زبان یونانی به آن Φαέθων (فایتون) می‌گویند. این سیاره نیز همان دور دوازده نشانه‌ای را در دوازده سال انجام می‌دهد و در طول دوره خود تغییراتش شبیه به ساترن است. دایره زیری بعدی توسط Πυρόεις (پایروئیس) اشغال شده که سیاره مارس نامیده می‌شود و ماننده دو سیاره بالایی خود همان دور را در چهار و بیست ماه تمام و به نظر من منهای شش روز طی می‌کند. زیر آن سیاره مرکوری است که یونانی‌ها به آن Στίλβων (استیلبون) می‌گفتند؛ مرکوری مسیر زودیاک را در زمانی برابر با انقلاب سال انجام می‌دهد و هرگز بیش از یک نشانه فاصله از خورشید نمی‌گیرد و یکبار از جلوی آن و بار دیگر از عقب آن حرکت می‌کند. پایین‌ترین ستاره از میان پنج ستاره سرگردان، سیاره ونوس است که وقتی از خورشید پیشی می‌گیرد، در یونانی Φωσϕόρος (فسفروس) و در لاتین لوسیفر نامیده می‌شود و در و وقتی در پی خورشید می‌رود به آن Ἕσπερος (هسپروس) می‌گویند. دوره خود را در یکسال به پایان می‌برد و زودیاک را مانند سیاره‌های بالای خود، هم عرضی و هم طولی طی می‌کند و در هر سمتی از خورشید که باشد بیشتر از دو نشانه از آن فاصله ندارد.

### هند
در سال ۴۹۹ پس از میلاد، آریابهاتا یک مدل سیاره‌ای پیشنهاد نمود که صریحاً به چرخش زمین به دور محورش اشاره داشت و توضیح داد که دلیل حرکت ظاهری از شرق به غرب ستارگان، همین چرخش زمین به دور خود است. او همچنین باور داشت که مدار سیارات بیضوی هستند.
پیروان آریابهاتا به‌طور ویژه در جنوب هند قدرت داشتند و در آنجا اصل حرکت چرخشی زمین وی به همراه سایر اصولش پیروی می‌شد و کارهای ثانویه‌ای نیز بر پایه آن به انجام رسید.
در سال ۱۵۰۰، نیلاکانتا سومایاجی از مدرسه ستاره‌شناسی و ریاضیات کرالا در رساله تانتراسامگراها مدل آریابهاتا را مورد بازبینی قرار داد.
او در «آریابهاتیابهاسیا» که گزارشی در مورد «آریابهاتیا» ی آریابهاتا بود، مدلی پیشنهاد داد که در آن تیر، ناهید، بهرام، مشتری و کیوان به دور خورشید می‌گردند و خورشید به دور زمین می‌گردد؛ شبیه به مدل تیکویی که بعدها توسط تیکو براهه در اواخر سده شانزدهم ارائه شد. بیشتر اخترشناسان مدرسه کرالا که از او پیروی می‌کردند نظریه او را پذیرفته بودند.

### اخترشناسی دوران اسلامی
در سده یازدهم، ابن سینا متوجه پدیده گذر ناهید شده‌بود و چنین نوشت که ناهید حداقل گاهی زیر خورشید قرار می‌گیرد.
در سده دوازدهم ابن باجه دو سیاره را به شکل دو لکه تیره روی خورشید مشاهده نمود که بعدها در سده سیزدهم، اخترشناس رصدخانه مراغه، قطب‌الدین شیرازی، متوجه شد که آن‌ها گذر تیر و گذر ناهید هستند. هرچند که ابن باجه نمی‌توانسته گذر ناهید را دیده باشد زیرا در دوران زندگی وی اتفاق نیفتاده است.

### رنسانس اروپایی
| ۱ تیر | ۲ ناهید | ۳ زمین | ۴ بهرام | ۵ مشتری | ۶ کیوان |

پس از پیدایش انقلاب علمی، درک انسان از سیاره از چیزی که در پهنه آسمان حرکت می‌کند (نسبت به ستارگان ثابت) به جسمی که به دور زمین می‌گردد تغییر یافت، و در سده هجدهم با قدرت گرفتن نظریه خورشید مرکزی کوپرنیک، گالیله و کپلر، این درک، به اجسامی که مستقیماً به دور خورشید می‌گردند تغییر یافت.
بنابراین زمین نیز در لیست سیارات قرارگرفت
در حالیکه خورشید و ماه از این لیست خارج شدند. در آغاز، وقتی نخستین اقمار مشتری و کیوان در سده هفدهم کشف شدند، واژه‌های قمر و سیاره به جای یکدیگر به‌کار می‌رفتند، اما در سده بعدی بیشتر از واژه قمر برای این اجسام استفاده می‌شد. تا اواسط سده نوزدهم تعداد سیارات به سرعت زیاد شد زیرا در آن زمان جامعه علمی هر جسم تازه کشف‌شده‌ای را که مستقیماً به دور خورشید بگردد به عنوان سیاره قلمداد می‌نمود.

### سده نوزدهم
| ۱ تیر | ۲ ناهید | ۳ زمین | ۴ بهرام | ۵ وستا | ۶ جونو | ۷ سرس | ۸ پالاس | ۹ مشتری | ۱۰ کیوان | ۱۱ اورانوس |

در سده نوزدهم اخترشناسان به تدریج متوجه شدند که اجسامی که به تازگی کشف شده بودند و برای تقریباً نیم سده به عنوان سیاره طبقه‌بندی شده‌بودند (مانند سرس، پالاس و ۴ وستا)، با سیارات سنتی شناخته شده بسیار تفاوت داشتند. این اجسام همه در یک منطقه از فضا بین بهرام و مشتری(کمربند سیارک‌ها) پراکنده بودند و جرم آن‌ها نیز بسیار کمتر بود. در نتیجه آن‌ها در طبقه‌بندی جدید «سیارکها» قرار گرفتند. در غیاب یک تعریف رسمی برای «سیاره»، هر جسم بزرگی که به دور خورشید می‌گشت سیاره قلمداد می‌شد. از آنجا که اختلاف اندازه سیاره و سیارک بسیار زیاد بود، و همچنین به این دلیل که نظر می‌رسید سیل اکتشافات جدید با اکتشاف نپتون در سال ۱۸۴۶ پایان یافته‌است، نیازی به یک تعریف رسمی احساس نمی‌شد.

### سده بیستم
| ۱ تیر | ۲ ناهید | ۳ زمین | ۴ بهرام | ۵ مشتری | ۶ کیوان | ۷ اورانوس | ۸ نپتون |

در سده بیستم پلوتون کشف شد. برپایه مشاهدات اولیه این گمان به‌وجود آمد که از زمین بزرگتر است و به همین سبب به سرعت به عنوان نهمین سیاره به رسمیت شناخته شد.
مشاهدات بعدی نشان داد که این جسم در واقع بسیار کوچکتر از آن است که تصور می‌شد. در سال ۱۹۳۶، ریموند لیتلتون پیشنهاد نمود که ممکن است پلوتون یکی از قمرهای گریخته نپتون باشد،
و فرد لارنس ویپل در سال ۱۹۶۴ پیشنهاد داد که ممکن است پلوتون یک دنباله‌دار باشد،
اما با این وجود، به دلیل اینکه هنوز از هر سیارک شناخته‌شده‌ای بزرگتر بود و به نظر نمی‌رسید که عضوی از یک جمعیت بزرگتر باشد،
وضعیت خود را به عنوان سیاره تا سال ۲۰۰۶ حفظ نمود.
| ۱ تیر | ۲ ناهید | ۳ زمین | ۴ بهرام | ۵ مشتری | ۶ کیوان | ۷ اورانوس | ۸ نپتون | ۹ پلوتون |

در سال ۱۹۹۲، اخترشناسان، الکساندر والشتان و دیل فریل کشف چند سیاره در اطراف یک تپ‌اختر به نام پی‌اس‌آر بی۱۲۵۷+۱۲ را اعلام نمودند. این اکتشاف عموماً به عنوان نخستین سامانه سیاره‌ای کشف شده در اطراف یک ستاره دیگر شناخته‌می‌شود. پس از آن در ۶ اکتبر ۱۹۹۵، میشل مایر و دیدیه کیلوز از دانشگاه ژنو، نخستین برون‌سیاره در حال گردش به دور یک ستاره معمولی رشته اصلی(۵۱ پگاسوس) را کشف نمودند. کشف سیارات فراخورشیدی به ابهام دیگری در تعریف سیاره انجامید: نقطه‌ای که در آن سیاره تبدیل به ستاره می‌شود. بسیاری از سیارات فراخورشیدی شناخته‌شده جرمی چندین برابر مشتری دارند که نزدیک به جرم برخی از اجسام ستاره‌ای به نام کوتوله‌های قهوه‌ای است.
کوتوله‌های قهوه‌ای عمومات به عنوان ستاره تلقی می‌شوند زیرا توانایی همجوشی دوتریم، که ایزوتوپ سنگین‌تر هیدروژن است، را دارا هستند.
اگرچه اجرام آسمانی باید حداقل ۷۵ بار از مشتری سنگین‌تر باشند تا توانایی همجوشی هیدروژن را داشته‌باشند، اجسامی که تنها ۱۳ برابر از مشتری سنگین‌تر قادر به همجوشی دوتریم خواهند بود. هرچند که دوتریم بسیار نادر است و بیشتر کوتوله‌های قهوه‌ای فرایند همجوشی‌شان مدت‌ها پیش از کشف آنها، متوقف شده‌است و این در عمل آن‌ها را از سیارات بسیار بزرگ نامتمایز می‌سازد.

### سده بیست و یکم
با کشف اجسام بیشتر در منظومه شمسی و اجسام بزرگ در اطراف ستارگان دیگر که در خلال نیمهٔ دوم سده بیستم رخ داد، بحث‌هایی دربارهٔ این که چه چیزی را باید سیاره دانست، آغاز شد. اختلاف نظرهای در مورد این که آیا جسمی را که بخشی از یک جمعیت متمایز مانند یک کمربند سیارکی باشد، یا جسمی که آنقدر بزرگ باشد که از روش همجوشی گرمایی هسته‌ای دوتریم تولید انرژی کند، را می‌توان سیاره دانست، وجود داشت.
شمار رو به افزایشی از اخترشناسان بر این باورند که می‌بایست پلوتون را از لیست سیاره‌ها خارج نمود، زیرا بسیاری از اجسام مشابه با اندازه‌های نزدیک به آن در همان منطقه از منظومه شمسی (کمربند کویپر) در خلال دهه‌های ۱۹۹۰ و ۲۰۰۰ یافت شده‌است. مشخص گشت که پلوتون تنها جسم کوچکی در میان جمعیتی از هزاران جسم دیگر است.
رسانه‌ها در مورد برخی از این اجسام همچون کواوار، سدنا و اریس بشارت کشف سیاره دهم را می‌دادند، هرچند که هرگز مورد پذیرش گسترده جامعه علمی قرار نگرفتند. اعلام کشف اریس در سال ۲۰۰۵ به عنوان جسمی با جرم ۲۷٪ بیش از پلوتون، ضرورت و تمایل عمومی را برای ایجاد یک تعریف رسمی برای سیاره، ایجاد کرد.
با پذیرش مشکل، اتحادیه بین‌المللی اخترشناسی عزم ایجاد تعریفی برای سیاره نمود و یکی در سال ۲۰۰۶ ارائه داد. شمار سیارات به هشت سیارهای کاهش یافت که اجسامی با بزرگی قابل توجه هستند و مدارشان را پاکسازی کرده‌اند، و رده جدیدی نیز به نام «سیاره‌های کوتوله» به وجود آمد که در ابتدا شامل سه جسم بود(سرس، پلوتون و اریس).

### سیارات فراخورشیدی
هیچ تعریف رسمی برای سیارات فراخورشیدی وجود ندارد. در سال ۲۰۰۳، کارگروه سیارات فراخورشیدی اتحادیه بین‌المللی اخترشناسی (IAU) بیانیه موضع خود را در این مورد منتشر ساخت، اما این بیانیه موضع، هرگز به عنوان موضع رسمی IAU مطرح نشد و اعضای IAU هرگز به آن رای ندادند. این موضع شامل رهنمودهای زیر بود و عمدتاً بر بر مرز جداسازی تعریف سیارات و کوتوله‌های قهوه‌ای تأکید داشت:
1. اجسامی با جرم واقعی کمتر از حد جرمی برای همجوشی گرمایی هسته‌ای دوتریم (که در حال حاضر برای اجسامی با فراوانی ایزوتوپی همانند خورشید، این حد ۱۳ برابر جرم مشتری محاسبه شده‌است[۵۶]) که حرکت مداری به دور ستارگان یا بقایای ستاره‌ای دارند، سیاره هستند (مستقل از اینکه چگونه ایجاد شده باشند). حداقل جرم و اندازه لازم برای اینکه یک جسم فراخورشیدی را سیاره بنامیم، همان مقداری است که در مورد منظومه شمسی در نظر گرفته می‌شود.
2. اجسام نیمه‌ستاره‌ای با جرم واقعی فراتر از حد جرمی برای همجوشی گرمایی هسته‌ای دوتریم، «کوتوله قهوه‌ای» محسوب می‌شوند و اینکه چگونه ایجاد شده‌اند یا کجا قرار گرفته‌اند تفاوتی ایجاد نمی‌کند.
3. اجسام شناور آزاد در خوشه‌های ستاره‌ای جوان با جرمی پایینتر از حد جرمی برای همجوشی گرمایی هسته‌ای دوتریم سیاره نیستند، بلکه کوتوله‌های نیمه‌قهوه‌ای هستند (و یا هر نام دیگری که مناسب‌تر باشد)

این تعریف موقت توسط کمیسیون اف۲ IAU در اوت ۲۰۱۸ اصلاح شد. اکنون تعریف موقت رسمی یک سیاره فراخورشیدی به شرح زیر است:
- اجسامی با جرم واقعی زیر حد جرمی برای همجوشی گرمایی هسته‌ای دوتریم (که در حال حاضر برای اجسامی با فلزیت همانند خورشید، این حد ۱۳ برابر جرم مشتری محاسبه شده‌است) که به دور ستاره‌ها، کوتوله‌های قهوه‌ای یا بقایای ستاره‌ای در حرکت مداری باشند و نسبت جرم آنها با جسم مرکزی کمتر از ناپایداری ال۴/ال۵ باشد (M/Mcentral < 2/(25+√621))، سیاره هستند. (بدون توجه به نحوه شکل‌گیری آنها)
- حداقل جرم و اندازه لازم برای اینکه یک جسم فراخورشیدی را سیاره بنامیم، همان مقداری است که در مورد منظومه شمسی در نظر گرفته می‌شود.

IAU عنوان کرده‌است که انتظار می‌رود این تعریف با افزایش دانش بشری بهبود یابد.
یک راه تعریف کوتوله نیمه‌قهوه‌ای عبارت است از جسمی با جرم سیاره‌ای که به جای برافزایش از روش فروریزی ابر به وجود آمده‌اند. این تمایز در چگونگی شکل‌گیری بین کوتوله نیمه-قهوه‌ای و سیاره مورد توافق جهانی قرار نگرفته‌است. اخترشناسان بر پایه پذیرش یا عدم پذیرش اینکه فرایند شکل‌گیری یک سیاره در رده‌بندی آن دخالت داده شود، به دو دسته تقسیم می‌شوند.
یکی از دلایل مخالفت این است که اغلب تعیین فرایند شکل‌گیری امکان‌پذیر نمی‌باشد؛ مثلاً سیاره‌ای که از روش برافزایش شکل‌گرفته‌است، ممکن است از منظومه به بیرون پرتاب شده و به شکل غوطه‌ور آزاد درآید، و به همین ترتیب یک کوتول نیمه قهوه‌ای که خودش از روش فروریزی ابر به وجود آمده، ممکن است در مداری به دور یک ستاره به دام بیفتد.
مقدار حدی ۱۳ برابر جرم مشتری، بیشتر یک قانون مبتنی بر تجربه است تا یک قانون دقیق فیزیکی. پرسشی که برمی‌اید این است که منظور از سوزاندن دوتریوم چیست؟ این پرسش از آنجا برمی‌آید که اجسام بزرگ بیشتر دوتریم خود را می‌سوزانند و اجسام کوچک‌تر تنها اندکی از آن را می‌سوزانند و مقدار ۱۳ MJup (جرم مشتری) بین این دو دسته قرار می‌گیرد. مقدار دوتریوم سوزانده شده نه تنها به جرم، بلکه به ترکیب سیاره، یعنی مقدار هلیم و دوتریوم موجود نیز بستگی دارد.
دانشنامه سیارات فراخورشیدی که شامل اجسامی با جرمی تا ۲۵ برابر جرم مشتری است، این‌گونه بیان می‌کند که «این حقیقت که هیچ ویژگی خاصی در مورد مقدار ۱۳ MJup طیف جرمی مشاهده شده وجود نداشته و ما را وادار می‌سازد که این حد جرم را فراموش کنیم»
مرورگر داده‌های برون‌سیارات شامل اجسامی تا ۲۴ برابر جرم مشتری می‌باشد و این‌گونه توصیه می‌کند که «حد جرمی ۱۳ برابر جرم مشتری وضع شده توسط اتحادیه بین‌المللی اخترشناسی در مورد سیاراتی با هسته‌های سنگی از نظر فیزیکی بی‌معنی می‌گردد.»
بایگانی برون سیارات ناسا شامل اجسامی با جرم (یا حداقل جرم) کوچکتر یا مساوی ۳۰ برابر جرم مشتری است.
معیار دیگری که به جز سوزاندن دوتریم، فرایند شکل‌گیری و مکان، برای جدا کردن سیاره‌ها و کوتوله‌های قهوه‌ای وجود دارد این است که فشار هسته ناشی از فشار کولنی است یا فشار تباهیدگی الکترون.

### تعریف ۲۰۰۶ اتحادیه اخترشناسی از سیاره

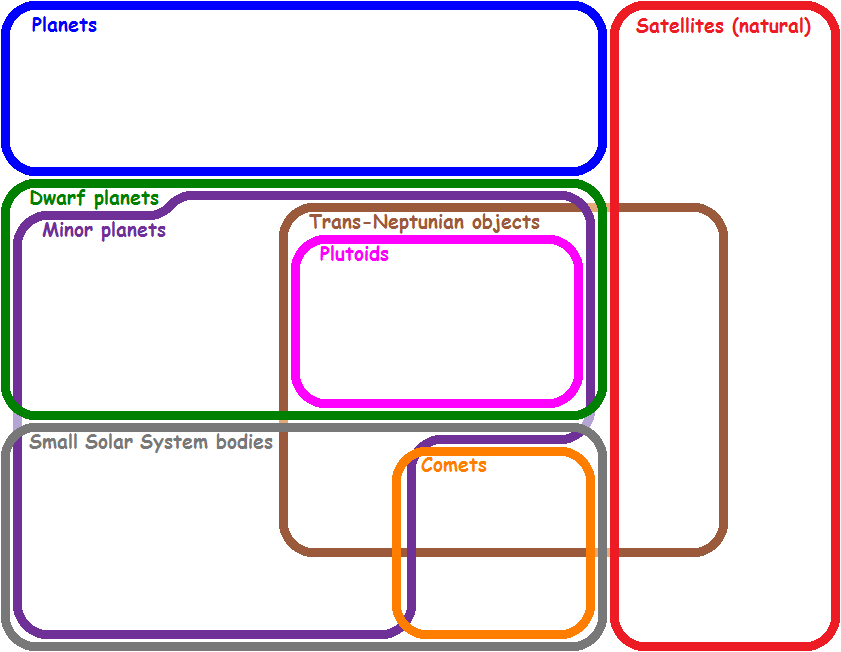
نمودار اویلری که انواع اجسام در منظومه شمسی را نمایش می‌دهد.

موضوع حد پایین در جلسه مجمع عمومی سال ۲۰۰۶ اتحادیه بین‌المللی اخترشناسی مورد بحث قرارگرفت. پس از بحث بسیار و یک پیشنهاد مردود، اکثریت افرادی که در جلسه باقی ماندند برای رسیدن به یک توافق رای‌گیری کردند. مجمع رأی به این تعریف برای سیارات منظومه شمسی داد:
 سیاره یک جسم آسمانی است که

 (الف) در مداری به دور خورشید بگردد،
(ب) جرم کافی داشته باشد تا نیروی خودگرانشی‌اش بر نیروهای پیوستگی جسم صلب غلبه‌کند به گونه‌ای که شکل آن در تعادل هیدرواستاتیکی (تقریباً گرد) باشد، و

(پ) همسایگی اطراف مدارش را پاکسازی نموده‌باشد.
هشت سیاره عبارتند از تیر (عطارد)، ناهید (زهره)، زمین، بهرام (مریخ)، برجیس (مشتری)، کیوان (زحل)، اورانوس و نپتون.
طبق این تعریف، منظومه شمسی هشت سیاره دارد، اجسامی که شرط اول و دوم را دارا هستند اما در شرط سوم صدق نمی‌کنند (مانند سرس، پلوتون و اریس) به عنوان سیاره‌های کوتوله طبقه‌بندی می‌شوند، البته با این شرط که خود قمر سیاره دیگری نباشند. در آغاز IAU تعریفی را پیشنهاد داده بود که اجسام بسیاری را در بر می‌گرفت، زیرا شرط سوم در آن غایب بود.
پس از بحث فراوان از طریق رای‌گیری تصمیم گرفته شد که این اجسام را به جای سیاره در رده سیاره‌های کوتوله طبقه‌بندی شوند.
این تعریف بر پایه نظریات شکل‌گیری سیارات بنا شده که طبق این نظریات رویانهای سیاره‌ای در ابتدا همسایگی مداری خود را از اجسام کوچک دیگر پاکسازی می‌کنند. استیون سوتر اخترشناس این‌گونه توصیه می‌کند که
محصول پایانی یک برافزایش قرصی ثانویه، شمار اندکی از اجسام بزرگ (سیارات) در مدارهای نامتقاطع یا مدارهای طنین‌داری ایست که از بروز برخورد بین آن‌ها جلوگیری می‌کنند. سیاره‌های خرد و دنباله‌دارها، از جمله اجسام کمربند کوئیپر، از این نظر متفاوت‌اند که امکان برخورد با یکدیگر و با سیارات را دارند.
تعریف سال ۲۰۰۶ اتحادیه اخترشناسی در مورد سیارات فراخورشیدی به مشکل می‌خورد زیرا اولا زبان آن خاص سیارات منظومه شمسی است و همچنین گرد بودن و پاکسازی منطقه مداری در مورد این سیارات فعلاً قابل مشاهده نیست.
معیار مارگوت
اخترشناسی به نام ژان لوک مارگوت یک معیار ریاضیاتی ارائه داد که برا اساس جرم جسم، محور نیمه اطول آن و جرم ستاره میزبان، مشخص می‌کند که آیا یک شی در طول حیات ستاره میزبان خود، قادر به پاکسازی مداری هست یا خیر. با این فرمول مقداری برای پارامتری به نام π محسبه می‌شود که برای سیارات باید از ۱ بزرگتر باشد. این مقدار برای هشت سیاره منظومه شمسی و تمام سیارات فراخورشیدی بیشتر از ۱۰۰ است، در حالیکه برای سرس، پلوتون و اریس مقدار π ۰/۱ یا کمتر است. انتظار می‌رود اجسامی با مقدار π بزرگتر از یک تقریباً کروی باشند، یعنی اجسامی که می‌توانند پاکسازی محدوده مداری خود را تکمیل کنند، خود به خود شرط گرد بودن را نیز برآورده می‌کنند.

### اجسامی که پیشتر سیاره پنداشته می‌شدند
جدول زیر شامل اجسامی از سامانه خورشیدی است که زمانی سیاره قلمداد می‌شدند اما دیگر توسط اتحادیه اخترشناسی سیاره محسوب نمی‌شوند. جدول زیر همچنین سیاره بودن یا نبودن آنها توسط تعاریف دیگر مثل تعریف ۲۰۰۶ استرن بر پایه چیرگی پویا، یا تعاریف ۲۰۰۲ و ۲۰۱۷ استرن، که بر تعادل هیرواستاتیک تکیه‌می‌کند، را نیز مشخص نموده‌است.
| جسم                                                                                   | طبقه‌بندی اتحادیه بین‌المللی اخترشناسی | چیرگی پویا | تعادل هیدرواستاتیک                                  | توضیحات |
| ------------------------------------------------------------------------------------- | ------------------------------------ | ---------- | --------------------------------------------------- | --- |
| خورشید                                                                                | ستاره                                | -          | -                                                   | در اروپای دوران کلاسیک و قرون وسطی طبق نظریه زمین مرکزی به عنوان سیاره (به زبان یونانی πλανῆται به معنی سرگردان) طبقه‌بندی می‌شدند.                                                                        |
| ماه                                                                                   | قمر طبیعی                            | خیر        | بله                                                 | در اروپای دوران کلاسیک و قرون وسطی طبق نظریه زمین مرکزی به عنوان سیاره (به زبان یونانی πλανῆται به معنی سرگردان) طبقه‌بندی می‌شدند.                                                                        |
| آیو، اروپا                                                                            | قمر طبیعی                            | خیر        | احتمالا بله (شاید به دلیل گرمایش مدی در تعادل باشد) | چهار قمر بزرگ نخستین مشتری، به نام کاشف آن گالیله، قمرهای گالیله‌ای خوانده می‌شوند. او به احترام قیم‌هایش، خاندان مدیچی از این قمرها با نام «سیارات مدیچی» یاد می‌کند. به این اجسام سیارات ثانویه گفته می‌شد. |
| گانمید، کالیستو                                                                       | قمر طبیعی                            | خیر        | بله                                                 | چهار قمر بزرگ نخستین مشتری، به نام کاشف آن گالیله، قمرهای گالیله‌ای خوانده می‌شوند. او به احترام قیم‌هایش، خاندان مدیچی از این قمرها با نام «سیارات مدیچی» یاد می‌کند. به این اجسام سیارات ثانویه گفته می‌شد. |
| تیتان،                                                                                | قمر طبیعی                            | خیر        | بله                                                 | |
| رئا                                                                                   | قمر طبیعی                            | خیر        | احتمالا (در سال ۲۰۰۲ رد شد)                         | پنج قمر بزرگتر کیوان توسط کریستین هویگنس و جووانی دومنیکو کاسینی کشف شدند. مانند قمرهای اصلی مشتری آنها نیاز با نام سیارات ثانویه شناخته می‌شدند.                                                         |
| یاپتوس، تتیس، و دیونه                                                                 | قمر طبیعی                            | خیر        | خیر                                                 | پنج قمر بزرگتر کیوان توسط کریستین هویگنس و جووانی دومنیکو کاسینی کشف شدند. مانند قمرهای اصلی مشتری آنها نیاز با نام سیارات ثانویه شناخته می‌شدند.                                                         |
| تیتانیا، اوبرون                                                                       | قمر طبیعی                            | خیر        |                                                     | دو تا از قمرهای بزرگتر اورانوس، که توسط ویلیام هرشل کشف شدند و سیارات ثانویه نام گرفتند. |
| جونو                                                                                  | سیارک                                | خیر        | خیر                                                 | از زمان کشفشان در بین سال‌های ۱۸۰۱ تا ۱۸۰۷ سیاره پنداشته می‌شدند، تا دهه ۱۸۵۰ که به عنوان سیارک طبقه‌بندی شدند. سرس متعاقباً در سال ۲۰۰۶ به عنوان سیاره کوتوله طبقه‌بندی شد.                                  |
| پالاس                                                                                 | سیارک                                |            | خیر                                                 | از زمان کشفشان در بین سال‌های ۱۸۰۱ تا ۱۸۰۷ سیاره پنداشته می‌شدند، تا دهه ۱۸۵۰ که به عنوان سیارک طبقه‌بندی شدند. سرس متعاقباً در سال ۲۰۰۶ به عنوان سیاره کوتوله طبقه‌بندی شد.                                  |
| وستا                                                                                  | سیارک                                | خیر        | سابقا                                               | از زمان کشفشان در بین سال‌های ۱۸۰۱ تا ۱۸۰۷ سیاره پنداشته می‌شدند، تا دهه ۱۸۵۰ که به عنوان سیارک طبقه‌بندی شدند. سرس متعاقباً در سال ۲۰۰۶ به عنوان سیاره کوتوله طبقه‌بندی شد.                                  |
| سرس                                                                                   | سیاره کوتوله و سیارک                 | خیر        | بله                                                 | از زمان کشفشان در بین سال‌های ۱۸۰۱ تا ۱۸۰۷ سیاره پنداشته می‌شدند، تا دهه ۱۸۵۰ که به عنوان سیارک طبقه‌بندی شدند. سرس متعاقباً در سال ۲۰۰۶ به عنوان سیاره کوتوله طبقه‌بندی شد.                                  |
| آسترئا، هبه۶، آیریس، گیاگان، متیس، هایجیا، پارتنوپ، ویکتوریا، ایجیریه، آیرین، یونومیا | سیارک                                | خیر        | خیر                                                 | سیارک‌های بیشتری بین سال‌های ۱۸۴۵ تا ۱۸۵۱ کشف شدند. لیست به سرعت در حال گسترش اجسام میان بهرام و مشتری طبقه‌بندی مجدد آن‌ها به عنوان سیارک را برانگیخت، که در سال ۱۸۵۴ مورد پذیرش گسترده قرار گرفت.          |
| پلوتون                                                                                | سیاره کوتوله و جسم کمربند کویپر      | خیر        | بله                                                 | نخستین جسم فرانپتونی شناخته‌شده (یعنی ریزسیاره‌ای با یک نیم‌قطر بزرگ فراتر از نپتون). از زمان کشف آن در سال ۱۹۳۰ تا زمان طبقه‌بندی دوباره آن به عنوان سیاره کوتوله در سال ۲۰۰۶، سیاره محسوب می‌شد.            |

این که در گزارش‌های منتشر شده در مورد کشف اجسام جدید بزرگ کمربند کویپر به این اجسام کشف شده عنوان سیاره داده می‌شد (به‌طور خاص اریس)، در واقع زمینه‌ساز ارائه تعریف ۲۰۰۶ IAU برای سیاره شد.

## اسطوره‌شناسی و نام‌گذاری

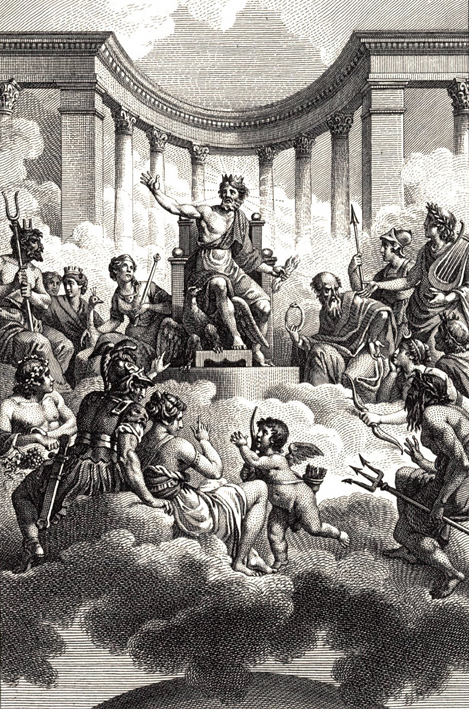
خدایان المپ، که نام سیاره‌های منظومه شمسی برگرفته از آن‌هاست

نام‌های سیارات در دنیای غرب برگرفته از آداب رومی‌هاست که خود برآمده از آداب یونانی‌ها و بابلیان است. در یونان باستان دو روشنی‌بخش بزرگ، خورشید و ماه را هلیوس و سلنه می‌خواندند؛ دورترین سیاره (کیوان) فاینون به معنی «درخشنده» نام داشت که پس از آن فائتون (مشتری) به معنی «روشن» قرارداشت. سیاره سرخ (مریخ) با نام پیروئیس به معنی «آتشین» شناخته می‌شد. روشن‌ترین سیاره (ناهید)، فسفروس (نور آور) و سیاره گذارای آخری (تیر) با نام استیلبون (سوسو زن) شناخته می‌شدند. یونانی‌ها همچنین هر سیاره‌ای را به یکی از خدایان خود، یعنی دوازده ایزد المپ‌نشین نسبت می‌دادند: هلیوس و سلنه هم نام خدایان بودند و هم سیارات. فاینون به کرونوس، تیتانی که پدر المپ‌نشینان بود، تعلق داشت. فائتون نشان زئوس، پسر کرونوس که او را از پادشاهی خلع کرد، پیروئیس به آرس، پسر زئوس داده شده بود که خدای جنگ بود، و فسفروس توسط آفرودیت حکمرانی می‌شد که خدابانوی عشق بود. هرمس که پیام‌رسان خدایان و خدای آموزش و شعور بود، بر استیلبون حکم می‌راند.
این رسم یونانی‌ها در بخشیدن نام خدایان خود به سیارات با احتمال نزدیک به یقین از بابلیان گرفته شده‌است. بابلی‌ها فسفروس را به نام خدابانوی عشق خود، ایشتار؛ پیروئیس را به نام خدای جنگ خود، نرگال؛ استیلبون را به نام خدای دانایی، نابو؛ و فائتون را به نام خدای اصلی، مردوخ نامیده بودند.
هماهنگی میان روش‌های نام‌گذاری بابلی و یونانی بیش از آن است که تصور کنیم از ریشه‌های جداگانه‌ای برخاسته‌اند.
این تطابق‌ها کامل نیست؛ مثلاً نرگال خدای جنگ بابل بود و از این رو یونانی‌ها او را به نام آرس شناختند، هرچند که بر خلاف آرس، خدای کشتن و زمین خاکی نیز بود.
مردم یونان امروزی همچنان نام‌های باستانی را برای سیارات به‌کار می‌برند، اما سایر زبان‌های اروپایی، تحت تأثیر امپراتوری روم و بعدها کلیسای کاتولیک از نام‌های رومی به جای نام‌های یونانی استفاده می‌کنند. رومی‌ها که همچون یونانی‌ها دین نیا-هند و اروپایی داشتند، خدایانی مانند یونانی‌ها با نام‌های متفاوت داشتند اما خبری از داستان‌سرایی‌های غنی یونانی‌ها که فرهنگ شاعرانه یونان به خدایانشان بخشیده بود، نبود. در اواخر دوران جمهوری روم، نویسندگان رومی بسیاری از داستان‌های یونانی را قرض گرفته و در مورد خدایان خود به‌کاربردند، تا اندازه‌ای که تقریباً تفاوت آن‌ها قابل تشخیص نبود.
وقتی رومی‌ها اخترشناسی یونانی را مطالعه کردند، نام خدایان خود را بر روی سیارات نهادند:
مرکوریوس (به جای هرمس)، ونوس (آفرودیت)، مارس (آرس)، ژوپیتر (زئوس) و ساتورنوس (کرونوس). وقتی سیارات بعدی در قرون ۱۸ام و ۱۹ام کشف شدند نیز این روش نامگذاری در مورد نپتون (پوزئیدون) پابرجا ماند. اورانوس در این میان استثناست زیرا نام آن از یک خدابانوی یونانی گرفته‌شده‌است و نه از معادل رومی آن.
برخی از رومیان در پی اعتقادی که احتمالاً از بین‌النهرین سرچشمه گرفته و در مصر هلنیستی شکل گرفته، بر این باور بودند که خدایان هفت‌گانه‌ای که سیارات از روی آن‌ها نام‌گذاری شده‌اند در شیفت‌های ساعتی امور روی زمین را مراقبت می‌نمایند. ترتیب شیفت‌ها به صورت ساترن، ژوپیتر، مارس، خورشید(Sun)، ونوس، مرکوری و ماه بود.
بنابراین نخستین روز با ساترن آغاز می‌شود (ساعت ۱ام)، دومین روز با خورشید (ساعت ۲۵ام)، روزهای بعدی با ماه (ساعت ۴۹ام)، مارس، مرکوری، ژوپیتر و ونوس. از آنجا که هر روز به نام خدایی که آن را آغاز می‌کند نامگذاری می‌شد، روزهای هفته در گاه‌شماری رومی نیز به همین ترتیبند و همچنان در بسیاری از زبان‌های امروزی به همین ترتیب حفظ شده‌است.
در زبان انگلیسی واژه‌های Saturday (شنبه)، Sunday (یکشنبه) و Monday (دوشنبه) ترجمه مستقیم این نام‌های رومی هستند. نام روزهای دیگر از خدایان انگلو-ساکسون گرفته شده‌است: Tuesday (سه‌شنبه) از Tiw (تیر (اساطیر))، Wednesday (چهارشنبه) از Wóden (ودن)، Thursday(پنجشنبه) از Thunor (ثور) و Friday (جمعه) از Fríge (فریج). این خدایان انگلوساکسون به ترتیب شبیه یا معادل مارس، مرکوری، ژوپیتر و ونوس هستند.
زمین تنها سیاره‌ای است که نام آن در زبان انگلیسی از اساطیر یونانی-رومی گرفته نشده‌است. از آنجا که تنها در سده هفدهم بود که زمین به‌طور عمومی به عنوان سیاره پذیرفته شد، نام آن برگرفته از نام هیچ خدایی نیست. واژه earth به معنی زمین برگرفته از واژه انگلو-ساکسون سده هشتم، erda است که به معنی زمین یا خاک است و نخستین بار به صورت مکتوب به عنوان نام کره زمین در حدود سال‌های ۱۳۰۰ به‌کار گرفته شد،
و همانند زبان‌های ژرمنی دیگر در نهایت ا واژه نیا-ژرمنی ertho «زمین» گرفته شده‌است. مثلاً در انگلیسی earth، آلمانی Erde، هلندی aarde و اسکاندیناوی jord. بسیاری از زبان‌های رومی‌تبار از واژه کهن ترا یا شکلی تغییریافته از آن استفاده می‌کنند که به معنی «زمین خشکی» در مقابل دریا استفاده می‌شد.
اما زبان‌های غیر رومی‌تبار از واژگان بومی خود استفاده می‌کنند؛ مثلاً یونانی‌ها همچنان از واژه قدیمی Γή (ژئو) استفاده می‌کنند.
فرهنگ‌های غیر اروپایی از روش‌های نام‌گذاری دیگر استفاده کرده‌اند. هند از روشی بر پایه ناواگراها استفاده می‌کند که شامل هفت سیاره (سوریا برای خورشید، چاندرا برای ماه، و بودها، شوکرا، مانگالا، برهاسپاتی و شانی برای تیر، ناهید، بهرام، مشتری و کیوان) و دو گره مداری صعودی و نزولی ماه (راهو و کتو) می‌شود. چین و کشورهای آسیای شرقی که از لحاظ تاریخی در معرض تأثیر فرهنگی چین بوده‌اند (مانند ژاپن، کره و ویتنام)، برپایه عناصر پنجگانه چینی آب (تیر)، فلز (ونوس)، آتش (بهرام)، چوب (مشتری) و خاک (کیوان) نام‌گذاری کرده‌اند.

## شکل‌گیری سیاره‌ها
در مورد چگونگی پیدایش سیارات، هنوز اطلاع قطعی وجود ندارد. نظریه پیشتاز این است که سیارات در حین فروریختن یک سحابی و تبدیل آن به به قرص نازکی از گاز و غبار شکل می‌گیرند. در پی این فروریزی یک پیش‌ستاره در هسته تشکیل می‌شود که قرص پیش‌سیاره‌ای چرخانی آن را دربرگرفته‌است. از طریق برافزایش (یک فرایند برخورد چسبنده) ذرات غبار قرص به شکل پایداری در کنار هم انباشته می‌شوند تا اجسامی بزرگتر تشکیل دهند. تجمع‌های محلی جرم به نام سیارات خرد شکل می‌گیرند و با بهره‌گیری از جاذبه گرانشی فرایند برافزایش را تسریع می‌کنند. این تجمع‌ها مرتباً چگال‌تر می‌شوند تا اینکه سرانجام بر اثر گرانش به درون فرو ریخته و پیش‌سیارهها را تشکیل می‌دهند.
پس از آنکه قطر سیاره از ماه بزرگتر شد، شروع به انباشتن یک اتمسفر گسترده می‌کند و از طریق پدیده پسار اتمسفری، سرعت جذب سیارات خرد آن بسیار افزایش می‌یابد.

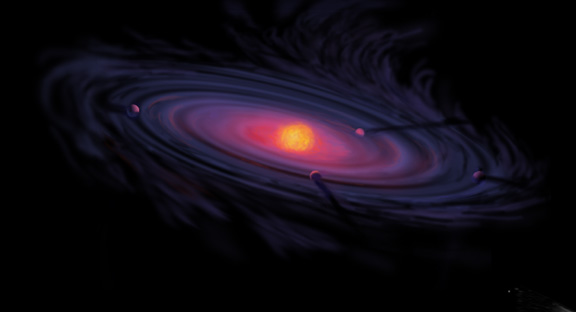
برداشتی هنری از یک قرص پیش‌سیاره‌ای

وقتی یک پیش‌ستاره به‌اندازه‌ای بزرگ می‌شود که شعله‌ور گردد و ستاره‌ای به‌وجود آید، قرص باقی‌مانده توسط پدیده‌های تبخیر فوتونی، بادهای خورشیدی و کشش پوینتینگ-رابرتسون از درون به خارج رانده می‌شود.
پس از آن ممکن است که هنوز پیش‌سیاره‌های زیادی در حال گردش به دور ستاره یا یکدیگر باشند، اما به مرور زمان با هم برخورد کرده یا تشکیل یک سیاره بزرگتر یا اینکه مواد آن‌ها پراکنده می‌شود تا جذب پیش‌سیاره‌ها و سیاره‌های بزرگتر شود.
آن اجسامی که به اندازه کافی پرجرم می‌شوند، بیشتر مواد موجود در همسایگی خود را جذب می‌کنند و تشکیل سیاره می‌دهند. در این میان، پیش‌سیاراتی که از برخوردها دوری کرده‌اند، یا از طریق جذب گرانشی به قمرهای طبیعی این سیارات تبدیل می‌شوند یا اینکه در کمربندهایی در کنار اجسام دیگر باقی‌مانده و تبدیل به سیاره کوتوله و اجرام کوچک می‌شوند.
تأثیرات پرانرژی سیارات خرد (و همچنین واپاشی رادیواکتیو)، باعث گرم شدن سیارات در حال رشد و ذوب شدن حداقل بخشی از آن‌ها می‌شود، جرم بخش درونی سیاره تغییر کرده و چگالتر می‌شود.
با کشف و مشاهده سامانه‌های سیاره‌ای پیرامون ستارگان دیگری به غیر از خورشید، رفته رفته امکان آن پدید می‌آید که این دیدگاه را شفاف‌سازی، تجدید نظر یا حتی عوض نمود. اکنون این باور به‌وجود آمده‌است که درجه فلزیگی - یک اصطلاح اخترشناسی که میزان فراوانی عناصر شیمیایی با عدد اتمی بزرگتر از ۲ (هلیم) را نشان می‌دهد - می‌تواند احتمال سیاره داشتن یک ستاره را تعیین کند.
از این رو گمان می‌رود که یک ستاره پرفلز جمعیت یک از یک ستاره کم فلز جمعیت دو، شانس بیشتری برای داشتن یک سامانه سیاره‌ای دارد.

## منظومه شمسی

سیارات منظومه شمسی(اندازه‌ها بر پایه مقیاس واقعی‌است اما فاصله‌ها و روشنایی‌ها در مقیاس واقعی نیستند)

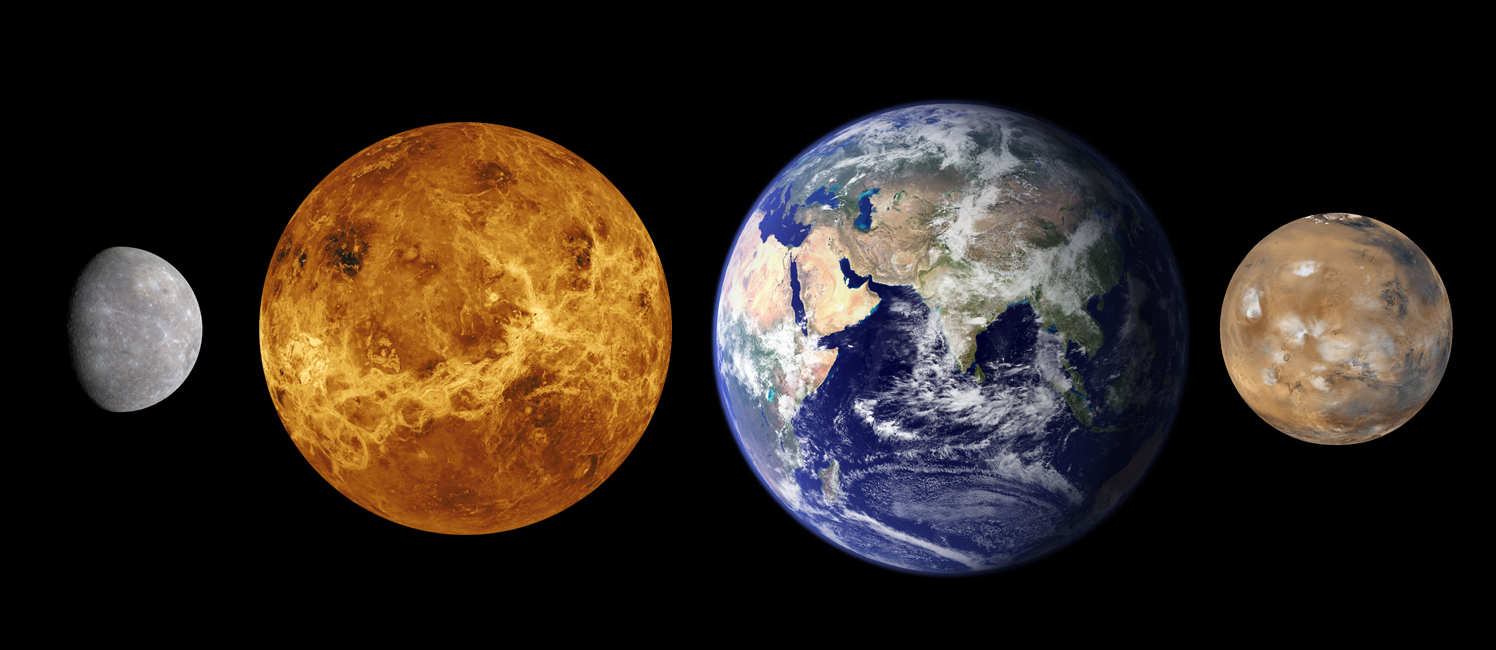
سیارات درونی. از چپ به راست: عطارد، زهره، زمین و مریخ -در رنگهای واقعی. (اندازه‌ها بر پایه مقیاس واقعی‌است اما فاصله‌ها در مقیاس واقعی نیستند)

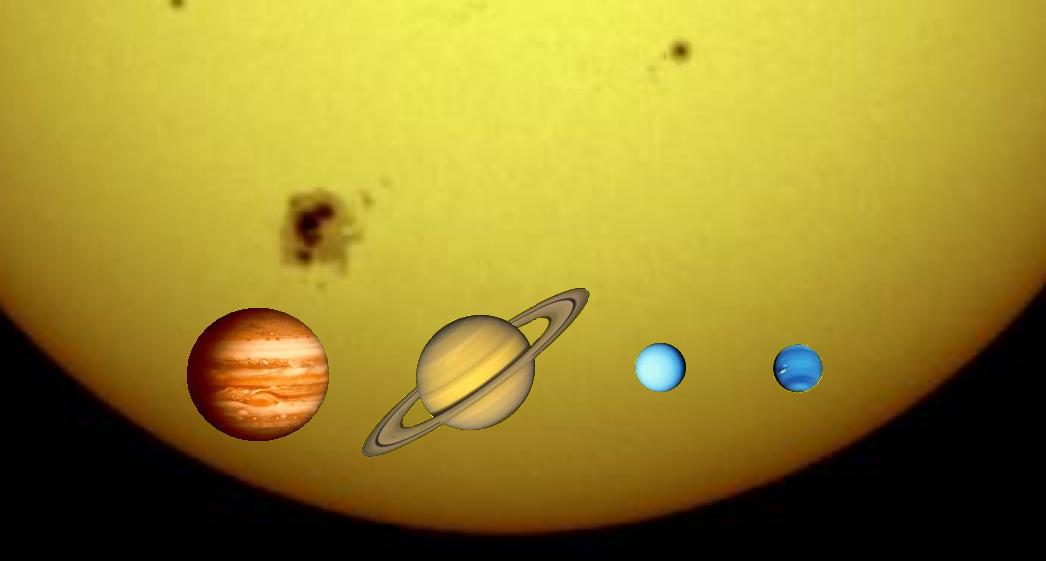
جهار غول گازی در برابر خورشید: مشتری، زحل، اورانوس، نپتون (اندازه‌ها بر پایه مقیاس واقعی‌است اما فاصله‌ها در مقیاس واقعی نیستند)

طبق تعریف اتحادیه بین‌المللی اخترشناسی، هشت سیاره در منظومه شمسی وجود دارند. این سیارات به ترتیب فاصله از خورشید عبارتند از:
1. عطارد (تیر)
2. زهره (ناهید)
3. زمین
4. مریخ (بهرام)
5. مشتری (هرمز)
6. زحل (کیوان)
7. اورانوس
8. نپتون

مشتری با جرم ۳۱۸ برابر جرم زمین بزرگ‌ترین و عطارد با ۰٫۰۵۵ جرم زمین کوچک‌ترین سیاره‌ها هستند.
سیاره‌های سامانه خورشیدی را می‌توان بر پایهٔ ترکیباتشان در رده‌هایی طبقه‌بندی نمود:
- سنگی: سیاراتی که شبیه به زمین هستند و بدنهٔ آن‌ها عمدتاً از سنگ تشکیل شده‌است: عطارد، زهره، زمین و مریخ. عطارد با ۰٫۰۵۵ جرم زمین کوچک‌ترین سیاره سنگی و زمین بزرگ‌ترین سیاره سنگی منظومه شمسی هستند.
- غول‌های گازی: سیاراتی که عمدتاً از مواد گازی تشکیل شده‌اند و دارای جرم‌های بسیار بیشتری از سیارت سنگی هستند: مشتری، زحل، اورانوس، نپتون. مشتری با ۳۱۸ برابر جرم زمین بزرگ‌ترین سیاره منظومه شمسی است در حالیکه زحل یک سوم مشتری و ۹۵ برابر جرم زمین، جرم دارد.
  - غول‌های یخی، شامل اورانوس و نپتون زیررده‌ای از غول‌های گازی است که وجه تمایز آن‌ها با غول‌های گازی دیگر، جرم به مراتب کمتر آن‌ها (تنها ۱۴ تا ۱۷ برابر جرم زمین)، خالی بودن اتمسفرشان از هلیم و هیدروژن و مقادیر به مراتب بیشتر سنگ و یخ در آن‌هاست.

### ویژگی‌های سیاره‌ها
| نوع  | نام     | قطر استوایی | جرم   | شعاع مداری (AU) | تناوب مداری (سال) | انحراف مداری سوی استوای خورشید (°) | خروج از مرکز مداری | دوره چرخش (روز) | قمرهای تاییدشده | دارای حلقه | اتمسفر      |
| ---- | ------- | ----------- | ----- | --------------- | ----------------- | ---------------------------------- | ------------------ | --------------- | --------------- | ---------- | ----------- |
| سنگی | عطارد   | ۰٫۳۸۲       | ۰٫۰۶  | ۰٫۳۱–۰٫۴۷       | ۰٫۲۴              | ۳٫۳۸                               | ۰٫۲۰۶              | ۵۸٫۶۴           | ۰               | خیر        | کمینه       |
| سنگی | زهره    | ۰٫۹۴۹       | ۰٫۸۲  | ۰٫۷۲            | ۰٫۶۲              | ۳٫۸۶                               | ۰٫۰۰۷              | ۲۴۳٫۰۲-         | ۰               | خیر        | CO2, N2     |
| سنگی | زمین    | ۱٫۰۰        | ۱٫۰۰  | ۱٫۰۰            | ۱٫۰۰              | ۷٫۲۵                               | ۰٫۰۱۷              | ۱٫۰۰            | ۱               | خیر        | N2, O2, Ar  |
| سنگی | مریخ    | ۰٫۵۳۲       | ۰٫۱۱  | ۱٫۵۲            | ۱٫۸۸              | ۵٫۶۵                               | ۰٫۰۹۳              | ۱٫۰۳            | ۲               | خیر        | CO2, N2, Ar |
| غول  | مشتری   | ۱۱٫۲۰۹      | ۳۱۷٫۸ | ۵٫۲۰            | ۱۱٫۸۶             | ۶٫۰۹                               | ۰٫۰۴۸              | ۰٫۴۱            | ۶۷              | بله        | H2, He      |
| غول  | زحل     | ۹٫۴۹۹       | ۹۵٫۲  | ۹٫۵۴            | ۲۹٫۴۶             | ۵٫۵۱                               | ۰٫۰۵۴              | ۰٫۴۳            | ۶۲              | بله        | H2, He      |
| غول  | اورانوس | ۴٫۰۰۷       | ۱۴٫۶  | ۱۹٫۲۲           | ۸۴٫۰۱             | ۶٫۴۸                               | ۰٫۰۴۷              | ۰٫۷۲-           | ۲۷              | بله        | H2, He      |
| غول  | نپتون   | ۳٫۸۸۳       | ۱۷٫۲  | ۳۰٫۰۶           | ۱۶۴٫۸             | ۶٫۴۳                               | ۰٫۰۰۹              | ۰٫۶۷            | ۱۴              | بله        | H2, He      |

## سیارات فراخورشیدی

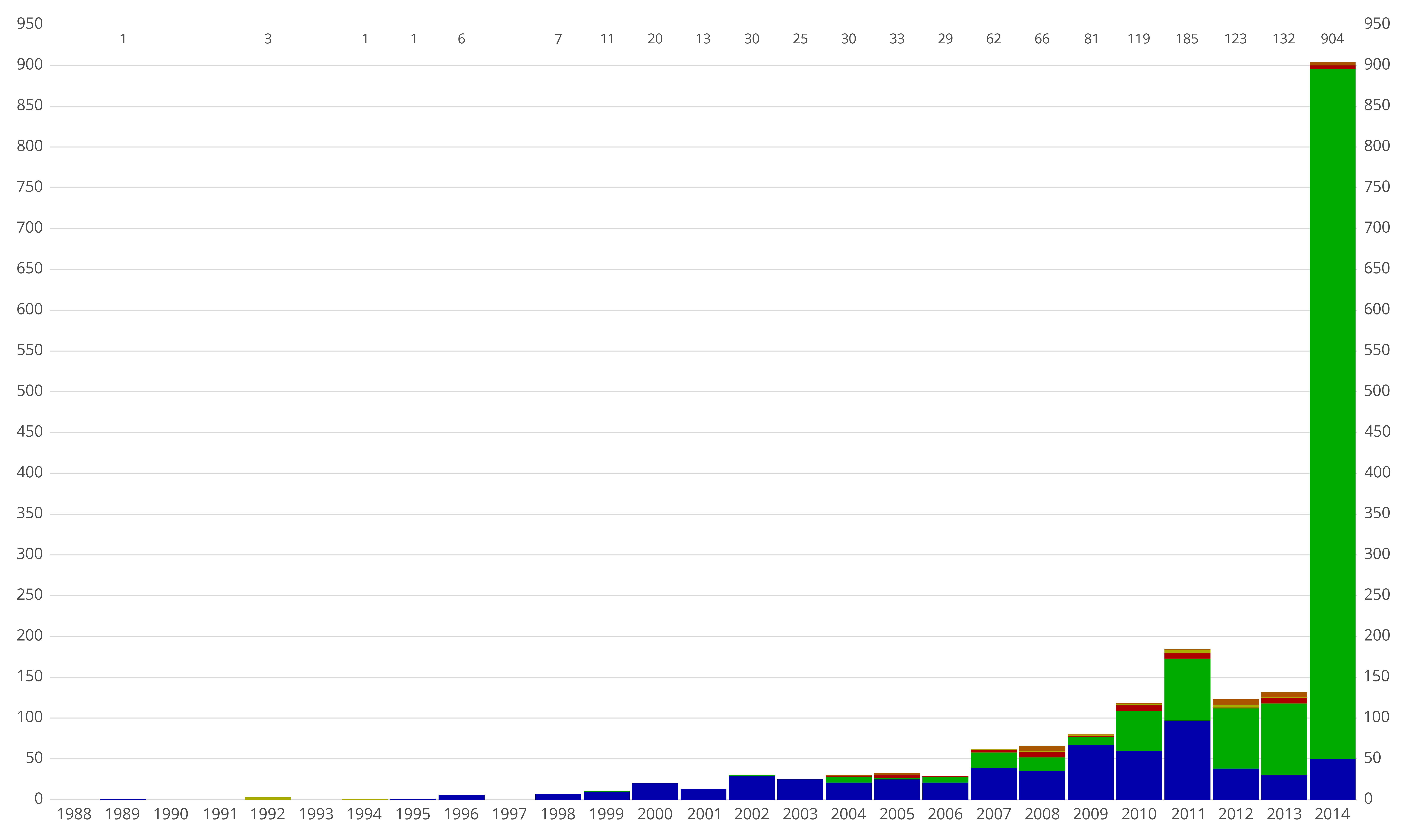
برون‌سیارات بر پایه سال اکتشاف تا فوریه ۲۰۱۴.

به سیاراتی که بیرون از منظومه شمسی قرار دارند، برون سیاره یا سیاره فراخورشیدی گفته می‌شود. نزدیک به ۱۸۰۰ نمونه از چنین سیاراتی کشف شده‌اند
(تا تاریخ ۱۰ مه ۲۰۱۴ تعداد ۱۷۸۶ سیاره در ۱۱۰۶ سامانه سیاره‌ای شامل ۴۶۰ سامانه چند سیاره‌ای)
در اوایل سال ۱۹۹۲، اخترشناسان، الکساندر والشتان و دیل فریل دو سیاره را در مدار تپ‌اختر پی‌اس‌آر بی۱۲۵۷+۱۲ کشف نمودند.
این کشف تأیید شد و به‌طور عمومی به عنوان نخستین کشف رسمی سیارات فراخورشیدی محسوب می‌شود. گمان می‌رود که دو سیاره این تپ‌اختر، یا در دور دوم پیدایش سیارات، از بقایای نامعمول ابرنواختری هستند که این تپ‌اختر را به‌وجود آورده‌است ویا اینکه بقایای هسته‌های سنگی غول‌های گازی هستند که از ابرنواختر جان سالم به‌در برده و سپس به مدارهای کنونی‌شان واپاشی شده‌اند

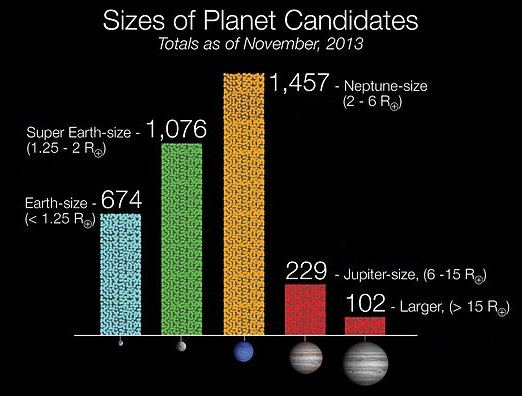
اندازه‌های نامزدهای سیاره کپلر – برپایه ۲۷۴۰ نامزد که به دور ۲۰۳۶ ستاره می‌گردند. (ناسا).

نخستین سیاره فراخورشیدی کشف شده پیرامون یک ستاره معمولی رشته اصلی در ۶ اکتبر ۱۹۹۵ رخ داد، زمانی که دیدیه کیلوز و میشل مایر از دانشگاه ژنو کشف یک سیاره را در اطراف ۵۱ پگاسوس اعلام نمودند. از آن زمان تا مأموریت کپلر بیشتر سیارات فراخورشیدی شناخته‌شده غول‌های گازی بودند که جرمشان قابل مقایسه با مشتری یا بزرگتر بود، زیرا به آسانی آشکارسازی می‌شدند، اما کاتالوگ کپلر بیشتر شامل سیاراتی در اندازه نپتون یا کوچکتر تا اندازه‌های کوچکتر از تیر، است.
گونه‌هایی از سیارات هستند که در منظومه خورشیدی وجود ندارند: ابرزمینها و مینی‌نپتونها که می‌توانند مانند زمین سنگی باشند یا مانند نپتون مخلوطی از متغیرها و گازها باشند. (یکی از مرزهای ممکن جداکننده ین دو نوع سیارات، شعاع ۱٫۷۵ برابر شعاع زمین است)
گونه‌هایی از سیارات به نام مشتری داغ وجود دارند که مدارشان بسیار نزدیک به ستاره‌شان است و ممکن است لایه‌های بیرونی آن‌ها به‌خاطر این نزدیکی تبخیر شود و سیاره فرولایه‌ای تشکیل دهند، یعنی از هسته باقی‌مانده آن‌ها سیاره‌ای زمین‌سان تشکیل شود. یکی دیگر از گونه‌های ممکن سیارات، سیاره کربنی است که در سامانه‌هایی با درصد کربن بیشتر از منظومه شمسی به وجود می‌آیند.
تا سال ۲۰۱۲، طبق تحلیل داده‌های ریزهمگرایی گرانشی، تخمین زده‌شده‌است که به ازای هر ستاره در کهکشان راه شیری، ۱٫۶ سیاره وجود دارد.
در ۲۰ دسامبر ۲۰۱۱ تیم تلسکوپ فضایی کپلر کشف نخستین سیارات زمین‌سان فراخورشیدی با نام‌های کپلر-۲۰ای و کپلر-۲۰اف را که به دوره ستاره‌ای خورشیدسان به نام کپلر-۲۰ می‌گردند را اعلام نمود.
تقریباً یکی از هر پنج سیاره خورشیدسان یک سیاره زمین‌سان در منطقه قابل سکونت خود دارند، نزدیک‌ترین آن‌ها در حدود ۱۲ سال نوری از زمین فاصله دارد.
فراوانی رخداد این سیاره‌های سنگی یکی از متغیرها در معادله دریک است که تعداد تمدنهای هوشمند قادر به ارتباط در کهکشان راه شیری را تخمین می‌زند.
برون‌سیاره‌های (سیاره‌های فراخورشیدی) وجود دارند که از هر سیاره‌ای در منظومه شمسی به ستاره مربوط به خود نزدیک‌تر یا از آن دورتر هستند، تیر نزدیک‌ترین سیاره به خورشید است که در حدود ۰٫۴ واحد نجومی (AU) از خورشید فاصله دارد و مدارش را طی ۸۸ روز به‌طور کامل می‌پیماید، اما کوتاهترین مدارهای شناخته شده برای برون‌سیاره‌ها مانند کپلر-۷۰بی، پیمودنشان تنها چند ساعت طول می‌کشد. ۵ تا از سیاره‌های منظومه کپلر-۱۱، مدارهایی کوتاهتر از تیر دارند. نپتون ۳۰ واحد نجومی با خورشید فاصله دارد و پیمودن مدارش ۱۶۵ سال به طول می‌انجامد، اما برون‌سیاره‌هایی هستند که چند صد واحد نجومی با ستاره خود فاصله دارند و پیمودن کامل مدارشان بیش از ۱۰۰۰ سال طول می‌کشد، مانند ۱آرایکس‌اس جی۱۶۰۹۲۹٫۱−۲۱۰۵۲۴.
چند تلسکوپ فضایی مورد انتظار بعدی برای مطالعه سیارات برون خورشیدی عبارتند از: گایا (به انگلیسی: Gaia) که در دسامبر ۲۰۱۳ پرتاب شد، چئوپس (به انگلیسی: CHEOPS) در ۲۰۱۷، تس (به انگلیسی: TESS) در ۲۰۱۷ و تلسکوپ فضایی جیمز وب در ۲۰۱۸.

## اجسام سیاره-جرم
جسم سیاره-جرم (به انگلیسی: Planetary-mass object) (اختصاری PMO) یا جسم سیاره‌ای یا سیاره‌نما، شیئی آسمانی است که جرم آن در محدوده تعریف‌شده برای سیاره قرار می‌گیرد، جرم ان در حدی بزرگ هست که تعادل هیدرواستاتیکی برسد (بر اثر گرانش خود گرد شود) اما به اندازه‌ای نیست که مانند یک ستاره بتواند از طریق همجوشی تولید انرژی کند.
طبق تعریف تمام سیارات جسم سیاره-جرم هستند، اما این واژه بیشتر به اجسامی اشاره دارد که ویژگی‌های معمول مورد انتظار در مورد یک سیاره را ندارند. این اجسام شامل سیاره‌های کوتوله، قمرهای بزرگتر، سیاره‌نماهای غوطه‌ور آزاد، که یا از منظومه‌ای به بیرون پرتاب شده یا اینکه به جای برافزایش، از طریق فروریزی ابر به وجود آمده‌اند. (گاهی به آن‌ها کوتوله قهوه‌ای گفته می‌شود)

### سیاره‌های سرگردان
چندین شبیه‌سازی‌های رایانه‌ای از شکل‌گیری و تکامل ستارگان و سیارات چنین پیشنهاد می‌کنند که برخی از اجسام سیاره‌جرم ممکن است به فضای میان‌ستاره‌ای پرتاب شوند.
برخی از دانشمندان معتقدند که چنین اجسامی را باید سیاره دانست در حالیکه برخی دیگر بر این باورند که باید این اجسام را کوتوله قهوه‌ای کم‌جرم نامید.

### کوتوله‌های نیمه‌قهوه‌ای
ستارگان در نتیجه رمبش گرانشی ابرهای گاز پدید می‌آیند، اما اجسام کوچکتری نیز ممکن است بر اثر رمبش ابر به وجود آید. گاهی اجسام سیاره‌جرمی را که از این روش به‌وجود می‌آیند کوتوله نیمه‌قهوه‌ای می‌نامند. کوتوله نیمه‌قهوه‌ای ممکن است مانند چا ۱۱۰۹۱۳-۷۷۳۴۴۴ در غوطه‌وری آزاد باشد یا مانند ۲مس جی۰۴۴۱۴۴۸۹+۲۳۰۱۵۱۳ در مدار جسم بزرگتری باشند.
برای مدت کوتاهی در ۲۰۰۶، اخترشناسان گمان می‌کردند که یک منظومه دوتایی از این اجسام به نام اُف ۱۶۲۲۲۵–۲۴۰۵۱۵ را یافته‌اند اما تحلیل‌های جدیدتر نشان داده که جرم این اجسام بیشتر از ۱۳ برابر جرم مشتری است و در نتیجه یک جفت کوتوله قهوه‌ای هستند.

### ستارگان پیشین
در منظومه‌های ستارگان دوتایی نزدیک به هم، یکی از ستارگان ممکن است جرم خود را به ستاره بزرگتر بدهد و از جرم آن کاسته شود تا به حد اجسام سیاره‌جرم برسد. نمونه‌ای از این اجسام به دور تپ‌اختر پی‌اس‌آر جی۱۷۱۹-۱۴۳۸ می‌گردد.

### سیاره‌های قمری و سیاره‌های کمربندی
برخی از قمرهای بزرگ هم‌اندازه یا حتی بزرگ‌تر از تیر هستند. به عنوان نمونه می‌توان به قمرهای گالیله‌ای مشتری و قمر تیتان اشاره نمود. آلن استرن بر این نظر است که مکان نباید اهمیت داشته‌باشد و تنها ویژگی‌های ژئوفیزیکی باید در تعریف سیاره مهم باشند. او واژه سیاره قمری را برای اقمار با جرم در حد سیاره، پیشنهاد می‌کند. همچنین بنا بر نظر وی سیاره‌های کوتوله موجود در کمربند کویپر و کمربند سیارکی نیز می‌بایست سیاره محسوب گرددند.

## ویژگی‌ها
اگرچه هر سیاره‌ای ویژگی‌های فیزیکی منحصر به فردی دارد اما شماری از مشترکات گسترده نیز در بین آن‌ها وجود دارد. برخی از این ویژگی‌ها مانند حلقه‌های سیاره‌ای یا قمرهای طبیعی، تاکنون تنها در میان سیارات منظومه شمسی مشاهده شده‌است در حالی‌که سایر ویژگی‌ها به‌طور عمومی در سیارات فراخورشیدی نیز مشاهده می‌شوند.

### ویژگی‌های پویا

#### مدار

مدار نپتون در مقایسه با مدار پلوتون. به کشیدگی مدار پلوتون نسبت به نپتون(خروج از مرکز)، و همچنین زاویه زیاد آن با صفحه دائرةالبروج (انحراف) توجه کنید.

طبق تعاریف کنونی همه سیارات باید به دور ستارگان بگردند؛ بنابراین سیارات سرگردان را شامل نمی‌شوند. در منظومه شمسی تمام سیارات به دور خورشید در همان جهت چرخش خود خورشید (اگر از بالای قطب شمال خورشید نگاه کنیم جهت پادساعت‌گرد خواهد بود) می‌گردند. حداقل یک سیاره فراخورشیدی شناخته‌شده به نام وسپ-۱۷بی در جهت عکس چرخش ستاره خود به دور آن می‌گردد.
دوره یک‌بار گردش سیاره در مدارش را تناوب مداری یا سال آن سیاره نام دارد.
سال یک سیاره به فاصله آن از ستاره‌اش بستگی دارد، هرچه سیاره از ستاره‌اش دورتر باشد، هم مدارش بزرگتر می‌شود و فاصله بیشتری می‌پیماید و هم اینکه به دلیل کمتر شدن اثر گرانش، سرعت آن نیز کاهش می‌یابد. از آنجا که مدار هیچ سیاره‌ای دایره کامل نیست، فاصله سیاره با ستاره‌اش در طول سال سیاره متغیر است. نزدیکترین نقطه مدار سیاره به ستاره‌اش حضیض (در منظومه شمسی، حضیض خورشیدی) و دورترین فاصله سیاره از ستاره‌اش اوج (در منظومه شمسی، اوج خورشیدی) نامیده می‌شود. چنان‌که سیاره به به حضیض خود نزدیک می‌شود، سرعت آن افزایش می‌یابد زیرا انرژی پتانسیل گرانشی به جنبشی تبدیل می‌شود، همان‌طور که یک جسم در سقوط آزاد با نزدیک شدن به زمین سرعتش افزایش می‌یابد. وقتی که سیاره به اوج خود نزدیک می‌شود سرعت آن کاهش می‌یابد، دقیقاً به همان دلیل که جسمی که به بالا پرتاب می‌شود سرعتش با نزدیک شدن به نقطه اوج مسیرش کاهش می‌یابد.
مدار هر سیاره‌ای را با شماری از عناصر مشخص می‌شود:
- خروج از مرکز مداری مشخص‌کننده این است که مدار سیاره چقدر کشیده‌شده‌است. سیارات با خروج از مرکز مداری کوچکتر مدار گردتری دارند و سیارات با خروج از مرکز مداری بیشتر، شکل بیضی‌تری دارند. سیارات منظومه شمسی، خروج از مرکز مداری کمی دارند و به همین دلیل تقریباً گرد هستند.[۱۱۶] دنباله‌دارها و اجسام کمربند کویپر و همچنین چندین سیاره فراخورشیدی، خروج از مرکز مداری بالا و در نتیجه مدارهای بسیار بیضوی دارند.[۱۱۶][۱۱۸][۱۱۹]

تصویر نیم‌قطر بزرگ

- تصویر نیم‌قطر بزرگنیم‌قطر بزرگ عبارت است از فاصله سیاره با مرکز طولانی‌ترین قطر مدار بیضوی‌اش (شکل را ببینید). این نقطه با نقطه اوج یکی نیست زیرا ستاره هیچ سیاره‌ای دقیقاً در مرکز مدارش قرار نمی‌گیرد.[۱۱۶]
- انحراف مداری به ما می‌گوید که مدار سیاره به چه میزان بالا یا پایین یک صفحه مرجع مشخص قرار می‌گیرد. در منظومه شمسی، صفحه مرجع صفحه مدار زمین است که دائرةالبروج خوانده می‌شود. برای سیارات فراخورشیدی، این صفحه که به نام صفحه آسمان شناخته می‌شود صفحه خط دید ناظر روی زمین است.[۱۲۰]

هشت سیاره منظومه شمسی همگی مدارشان در صفحه‌ای بسیار نزدیک به دائرةالبروج قرار می‌گیرد. دنبال دارها و اجسام روی کمربند کویپر مانند پلوتون زاویه بسیار بیشتری باآن دارند.
نقاطی را که در آن سیاره صفحه مرجع را قطع می‌کند، گره‌های مداری صعودی و نزولی می‌نامند. طول گره صعودی زاویه میان نقطه با طول جغرافیای صفر روی صفحه مرجع و نقطه گره صعودی مدار سیاره است. شناسه حضیض، زاویه بین گره صعودی مدار یک سیاره و نزدیک‌ترین نقطه آن به ستاره است.

#### انحراف محوری

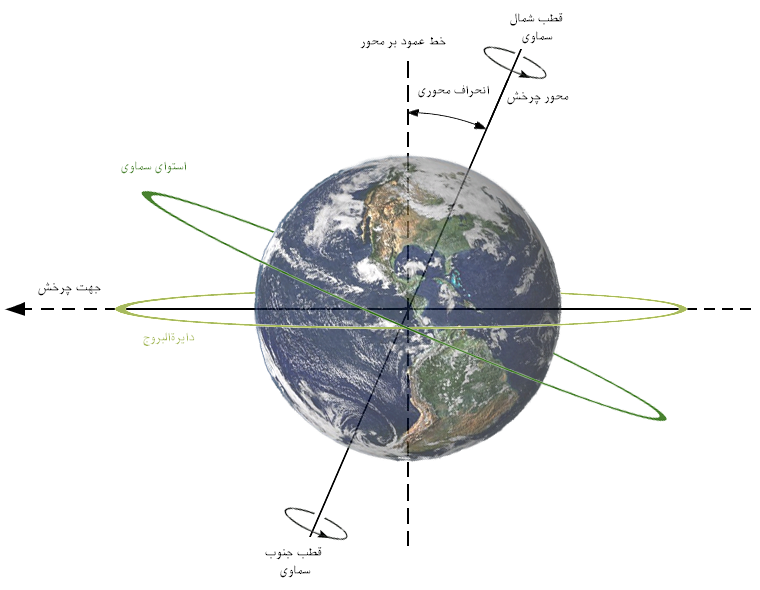
انحراف محوری زمین در حدود °۲۳ است.

سیارات همچنین درجات مختلفی از انحراف محوری دارند؛ یعنی نسبت به صفحه مرجع استوای ستاره خود، زاویه دارند. این موضوع سبب می‌شود که میزان نور دریافت شده توسط هر نیمکره در طول سال سیاره تغییر کند. وقتی که نیمکره شمالی به بیرون متمایل است، نیمکره جنوبی به درون متمایل است و بالعکس. از این رو هر سیاره‌ای دارای پدیده فصل خواهد بود؛ یعنی تغییرات آب‌وهوا در طول سال سیاره. زمان‌هایی را که که در آن هر نیمکره‌ای بیشترین و کمترین فاصله را با ستاره دارد، انقلابین می‌گویند. هر سیاره‌ای دو تا از این نقاط در مدار خود دارد؛ وقتی یک نیمکره در انقلاب تابستانی خود است و روزهایش طولانی‌ترند، نیمکره دیگر در انقلاب زمستانی خود است و روزهایش کوتاه‌ترند. مقادیر متغیر نور و گرمای دریافت شده توسط هر نیمکره در طول سال تغییرات سالانه‌ای در الگوهای آب و هوایی برای هر نیمکره ایجاد می‌کند. انحراف محوری مشتری بسیار اندک است و در نتیجه تغییرات فصلی آن کم است؛ از سوی دیگر، انحراف محوری اورانوس آنقدر زیاد است که تقریباً به یک طرف خوابیده‌است. این بدان معنی‌است که هر نیمکره آن در حول و حوش انقلابینش، یا کاملاً در نور است یا کاملاً در تاریکی.
در میان سیارات فراخورشیدی مقادیر انحراف محوری با قطعیت دانسته شده نیست اگرچه گمان می‌رود که میزان انحراف محوری مشتری‌های داغ به دلیل نزدیکی‌شان به ستاره، ناچیز یا صفر است.

#### چرخش
سیارات به دور محورهای نامرئی که از مرکزشان می‌گذرد می‌چرخند. دوره چرخش یک سیاره، روز نام دارد. بیشتر سیارات در منظومه شمسی در همان جهتی که به دور خورشید می‌گردند، به دور خویش می‌چرخند، که اگر از بالای قطب شمال خورشید بنگریم این چرخش پادساعت‌گرد خواهد بود. ناهید
و اورانوس
استثناهایی هستند که در جهت ساعت‌گرد می‌چرخند، هرچند که انحراف محوری بسیار زیاد اورانوس سبب تفاوت نظر در تعیین قطب شمال و جنوب آن و اینکه آیا چرخش آن ساعت‌گرد یا پادساعت‌گرد است وجود دارد،
هر چند جدای از اینکه کدام قطب شمال باشد، اورانوس نسبت به مدارش، حرکت چرخشی بازگشتی دارد.
چرخش سیاره ممکن است بر اثر عوامل مختلفی در حین شکل‌گیری به‌وجود آمده باشد. از برآیند تکانه‌های زاویه‌ای تکه‌های ماده برافزوده‌شده ممکن است تکانه زاویه‌ای خالصی در کل سیاره به وجود آید. برافزایش گاز توسط غول‌های گازی نیز می‌تواند عاملی برای تکانه زاویه‌ای باشد و سرانجام در مراحل پایانی پیدایش سیاره، یک فرایند تصادفی برافزایش پیش‌سیاره‌ای می‌تواند باعث تغییر تصادفی محور چرخش سیاره شود.
طول روز در سیاره‌های مختلف بسیار متفاوت است. چرخش ناهید ۲۴۳ روز طول می‌کشد و غول‌های گازی تنها چند ساعت.
دوره چرخش سیارات فراخورشیدی دانسته نیست. هرچند که نزدیکی مشتری‌های داغ به ستاره‌شان بدین معنی است که این سیارات در قفل جزر و مدی (به انگلیسی: tidal lock) هستند (مدارهایشان با چرخششان هماهنگ است) و این یعنی اینکه آن‌ها همواره یک سمتشان به سمت ستاره‌شان است، یعنی یک سمتشان همیشه روز و سمت دیگر همیشه شب است.

#### پاکسازی مدار
ویژگی پویای تعریف‌کننده سیاره این است که باید همسایگی‌اش را پاکسازی کرده‌باشد. سیاره‌ای که همسایگی‌اش را پاکسازی کرده‌باشد آنقدر جرم انباشته که همه سیارات خرد در مدارش را جمع‌آوری یا جارو کند. در واقع، سیاره به تنهایی به دور ستاره می‌گردد و مدارش را با مجموعه‌ای از اشیا هم‌اندازه خودش به اشتراک نمی‌گذارد. این ویژگی در تعریف سال ۲۰۰۶ اتحادیه بین‌المللی اخترشناسی(IAU) از سیاره، الزامی شد. افزودن این معیار سبب می‌شود که اجسامی همچون پلوتون، اریس و سرس سیاره کامل محسوب نشوند و در رده سیاره‌های کوتوله طبقه‌بندی شوند.
اگرچه تا امروز عملاً این معیار تنها در مورد سیارات منظومه شمسی بکار رفته‌است و شماری از منظومه‌های فراخورشیدی جوان پیدا شده‌اند که شواهد حاکی است که پاکسازی مداری در قرص‌های پیرا ستاره‌ای(Circumstellar Disks) صورت می‌گیرد.

### ویژگی‌های فیزیکی

#### جرم
ویژگی فیزیکی تعریف‌کننده یک سیاره این است که باید آنقدر جرم داشته باشد که نیروی گرانش‌اش به اندازه‌ای قوی باشد که بر نیروهای الکترومغناطیسی که ساختار فیزیکی‌اش را پیوند می‌دهند غلبه کرده و به حالت تعادل هیدرواستاتیکی برسد. این در عمل بدین معنی است که تمام سیارات کروی یا کروی‌مانند هستند. تا حد خاصی از جرم، یک جسم ممکن است که شکلی بی‌قاعده داشته باشد اما در جرم‌های فراتر از این حد که به ساختار شیمیایی جسم بستگی دارد، گرانش جسم را به سمت مرکز جرم خود می‌کشد تا جسم در نهایت به کره‌ای فروریزد.
ویژگی اصلی جداکننده ستاره‌ها و سیارات نیز جرم است. حد بالای جرم برای سیاره بودن، برای اجسامی با فراوانی ایزوتوپی شبیه خورشید، تقریباً ۱۳ برابر جرم مشتری است. فراتر از آن جسم شرایط مناسب برای همجوشی هسته‌ای را پیدا می‌کند. به جز خورشید، جسم دیگری با چنین جرمی در منظومه شمسی وجود ندارد، اما سیارات فراخورشیدی با این اندازه وجود دارند. حد جرمی ۱۳ برابر مشتری مورد توافق جهانی قرار نگرفته و دانشنامه سیاره‌های فراخورشیدی اجسامی با جرم‌های تا ۲۰ برابر مشتری معرفی می‌کند، و مرورگر داده‌های برون سیاره‌ها شامل اجسامی با ۲۴ برابر جرم مشتری است.
کوچک‌ترین سیاره شناخته‌شده پی‌اس‌آر بی۱۲۵۷+۱۲ای است که یکی از نخستین سیارات فراخورشیدی کشف‌شده در سال ۱۹۹۲ در مدار یک تپ‌اختر بود. جرم آن تقریباً نصف جرم سیاره تیر است. کوچک‌ترین سیاره‌ای که به دور یک ستاره معمولی رشته اصلی به غیر از خورشید می‌گردد کپلر-۳۷بی که جرم (و شعاع) آن اندکی از ماه بیشتر است.

#### ناهمگنی درونی

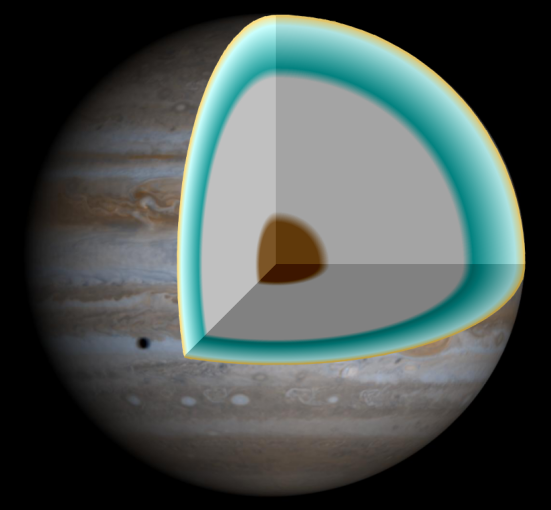
تصویر درون مشتری، با یک هسته سنگی که توسط لایه ضخیمی از هیدروژن فلزی پوشیده شده‌است.

هر سیاره‌ای در هنگام پیدایش در حال شاره است؛ در آغاز شکل‌گیری مواد چگالتر و سنگینتر به مرکز سیاره فرورفته و مواد سبک‌تر را نزدیک به سطح سیاره رها می‌کنند؛ بنابراین هر سیاره‌ای ساختار داخلی ناهمگنی متشکل از یک هسته سیاره‌ای چگال که با گوشته‌ای (جبه) پوشیده‌شده که یا شاره است یا شاره بوده‌است. سیارات سنگی در پوستههای سختی پوشیده شده‌اند، اما در غول‌های گازی، گوشته به سادگی در لایه‌های ابر بالایی حل می‌شود. سیارات سنگی هسته‌هایی از عناصری مانند آهن و نیکل، و گوشته‌هایی متشکل از سیلیکاتها دارند. این باور وجود دارد که مشتری و کیوان هسته‌های سنگی و فلزی دارند که در گوشته‌هایی از هیدروژن فلزی پیچیده شده‌اند.
اورانوس و نپتون که کوچکتر هستند هسته‌های سنگی پوشیده از گوشته‌های آب، آمونیاک، متان و سایر یخ‌ها دارند.
کنش شاره در درون هسته این سیارات یک ژئودینامو ایجاد می‌کند که باعث تولید یک میدان مغناطیسی می‌شود.

#### اتمسفر

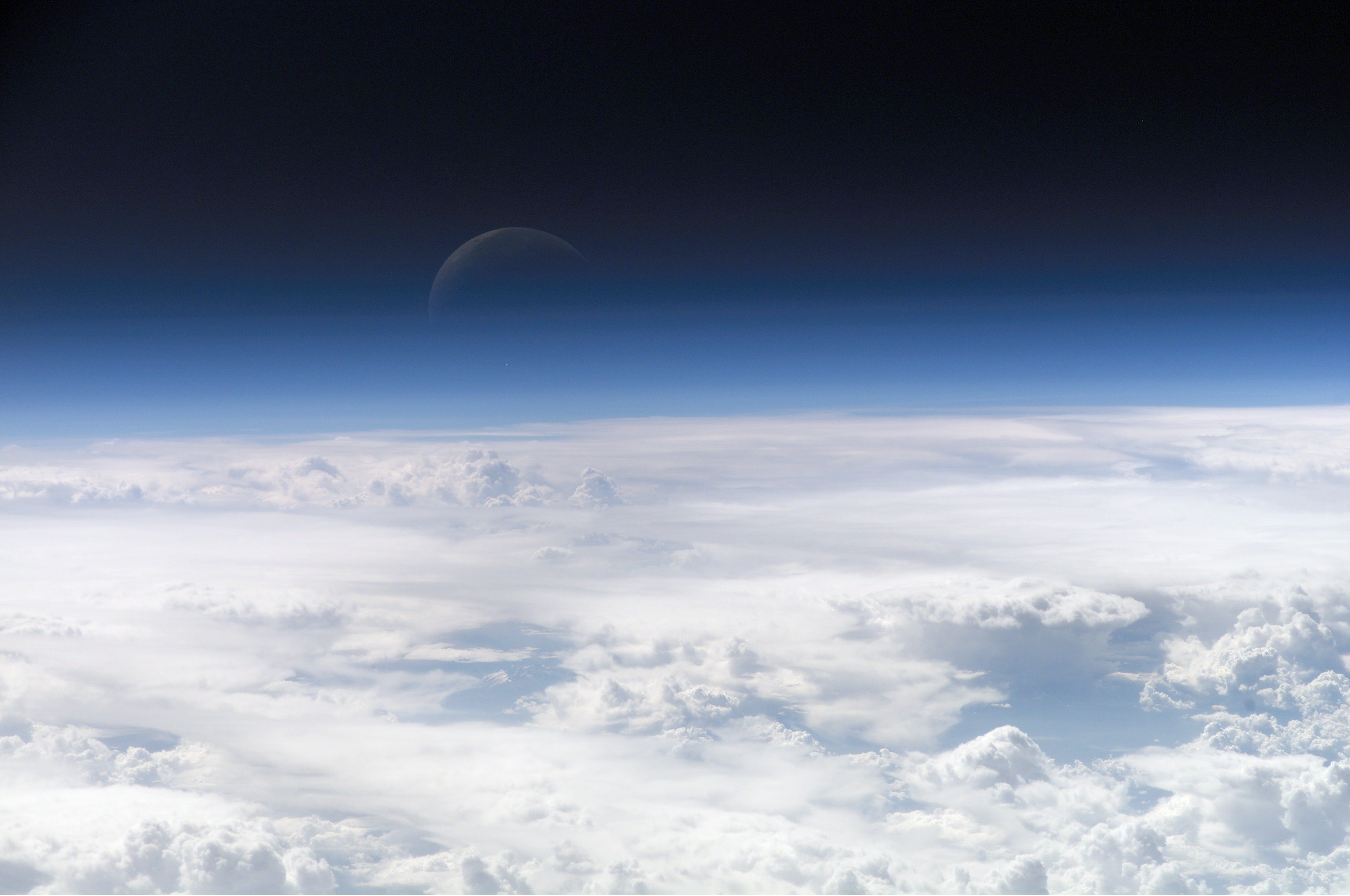
اتمسفر زمین

تمام سیارات منظومه شمسی به غیر از تیر اتمسفر دارند زیرا گرانش آن‌ها به اندازه کافی قوی هست که گازها را نزدیک سطح خود نگه دارد. غول‌های گازی به اندازه‌ای پر جرم هستند که بتوانند مقادیر عظیمی از گازهای سبک هیدروژن و هلیم را نزدیک خود نگه دارند، در حالی‌که سیارات کوچکتر این گازها را از دست می‌دهند.
ترکیب اتمسفر زمین از سیارات دیگر متفاوت است، زیرا فرایندهای مختلف حیات که بر روی زمین جاری است باعث پیدایش اکسیژن مولکولی می‌شود.
اتمسفر سیارات تحت تأثیر تغییرات تابش خورشیدی یا انرژی درونی قرار می‌گیرند که منجر به شکل‌گیری منطقه‌های کم‌فشار پویا مانند توفندها (روی زمین)، طوفان‌های شن تمام سیاره‌ای (روی بهرام)، یک طوفان واچرخندی به وسعت کل زمین روی مشتری (به نام لکه سرخ بزرگ) و سوراخهایی در اتمسفر (روی نپتون) می‌گردد.
حداقل یک سیاره فراخورشیدی اچ‌دی ۱۸۹۷۳۳ بی وجود دارد که ادعا می‌شود سامانه آب‌وهوایی شبیه به لکه سرخ قرمز با وسعت دوبرابر آن را داراست.
مشتری‌های داغ به دلیلی نزدیکی بیش از حد به ستاره‌های میزبانشان اتمسفر خود را مانند دم دنباله‌دارها بر اثر تابش ستاره‌ای از دست می‌دهند.
در این دسته از سیارات ممکن است آنقدر اختلاف دما بین سمت روز و سمت شب خود داشته باشند که بادهای سوپرسونیک ایجاد کنند،
اما اختلاف دمای سمت روز و شب اچ‌دی ۱۸۹۷۳۳ بی، کم است و نشان می‌دهد که اتمسفر به روش مؤثری انرژی را در سیاره توزیع مجدد می‌نماید.

#### مگنتوسفر

شماتیکی از مگنتوسفر زمین

یکی از ویژگی‌های بسیار پراهمیت سیاره‌ها گشتاورهای مغناطیسی ذاتی آنهاست که باعث پیدایش مگنتوسفر می‌شود. وجود یک میدان مغناطیسی نشان‌دهنده آن است که سیاره هنوز از نظر ژئولوژیکی زنده است. به عبارت دیگر، سیارات مغناطیسی جریانی از مواد رسانای الکتریکی در درون خود دارند که میدان مغناطیسی آن‌ها را به وجود می‌آورد. این میدان‌ها تأثیر زیادی روی برهم‌کنش میان سیاره و بادهای خورشیدی می‌گذارند. یک سیاره مغناطیسی حفره‌ای در باد خورشیدی در اطراف خود ایجاد می‌کند که مگنتوسفر نامیده می‌شود و باد خورشیدی نمی‌تواند به آن نفوذ کند. مگنتوسفر ممکن است از خود سیاره بسیار بزرگتر باشد. در مقابل، سیارات غیرمغناطیسی تنها مگنتوسفرهای کوچکی دارند که از برهم‌کنش یونوسفر با باد خورشیدی القا می‌شود و نمی‌تواند عملاً سیاره را محافظت کند.
از هشت سیاره منظومه شمسی تنها ناهید و بهرام میدان مغناطیسی ندارند. علاوه بر این ماه مشتری، گانمید نیز دارای میدان مغناطیسی است. از میان سیارات مغناطیسی میدان مغناطیسی تیر از همه کوچکتر است و به زحمت قادر به دفع بادهای خورشیدی خواهد بود. میدان مغناطیسی گانمید چندین برابر بزرگ‌تر است و مشتری قوی‌ترین میدان مغناطیسی را در منظومه شمسی دارد (به حدی قوی است که جان فضانوردان آتی که به مأموریت‌های انسانی روی قمرهایش می‌روند را به خطر می‌اندازد). قدرت مغناطیسی سایر غول‌های گازی کم و بیش مانند زمین است، اما گشتاورهای مغناطیسی آن‌ها کاملاً بزرگ‌تر است. میدان‌های مغناطیسی اورانوس و نپتون اندکی از محور چرخش آن‌ها منحرف شده و از مرکز آن‌ها خارج شده‌است.
در سال ۲۰۰۴، تیمی از اخترشناسان در هاوایی یک سیاره فراخورشیدی در اطراف اچ‌دی ۱۷۹۹۴۹ مشاهده نمودند که به نظر می‌رسید لکهٔ روی سطح ستاره‌اش ایجاد نموده‌است. تیم این فرضیه را مطرح نمود که مگنتوسفر سیاره انرژی را به سطح ستاره منتقل می‌نمود و دمای داغ ۷۷۶۰ درجه‌ای آن را ۴۰۰ درجه افزایش داده‌است.

### ویژگی‌های ثانویه

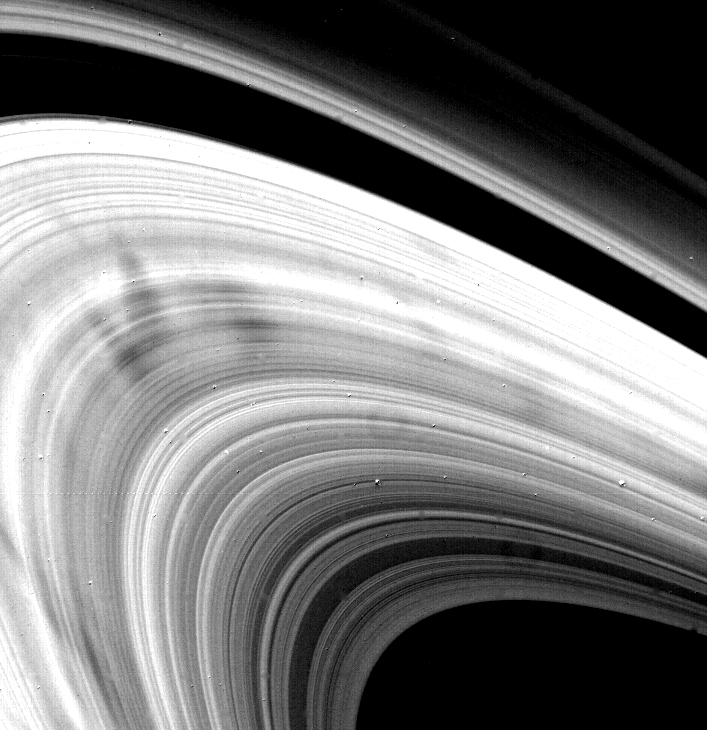
حلقه‌های کیوان

چندین سیاره و سیاره کوتوله در منظومه شمسی (مانند نپتون و پلوتون) تناوب‌های مداری‌شان در رزونانس با یکدیگر یا با اجسام کوچکتر هستند. همه به جز تیر و ناهید قمرهای طبیعی دارند. زمین یکی دارد، بهرام دو قمر دارد و غول‌های گازی چندین قمر دارند. بسیاری از قمرهای غول‌های گازی ویژگی‌هایی شبیه به سیاره‌های سنگی و سیارات کوتوله دارند و برخی از آن‌ها برای امکان حیات احتمالی (بویژه اروپا) مورد مطالعه قرار گرفته‌اند.
چهار غول گازی همچنین چهار حلقه سیاره‌ای با اندازه و پیچیدگی‌های مختلف به دورشان می‌گردد، این حلقه‌ها بیشتر از غبار و مواد ذره‌ای تشکیل شده‌اند اما ممکن است حاوی ماهکهای ریزی باشند که گرانششان ساختار آن‌ها را شکل می‌دهد و نگاه می‌دارد. اگرچه منشأ حلقه‌های سیاره‌ای به درستی شناخته‌شده نیست اما گمان می‌رود که نتیجه قمرهای طبیعی باشند که زیر حد روش (Roche Limit) سیاره‌شان قرار می‌گیرند و توسط نیروی کشندی از هم گسیخته می‌شوند.
هیچ ویژگی ثانویه‌ای در مورد سیارات فراخورشیدی مشاهده نشده‌است. هرچند که کوتوله نیمه‌قهوه‌ای چا ۱۱۰۹۱۳-۷۷۳۴۴۴ که به عنوان سیاره سرگردان توصیف شده‌است، به نظر می‌رسد که در یک قرص پیش سیاره‌ای به دور آن می‌گردد.

## یادداشت ها
1. ↑  طبق تعریف اتحادیه بین‌المللی اخترشناسان.